# ذوالقرنین

تقدیس ذوالقرنین در اسلام

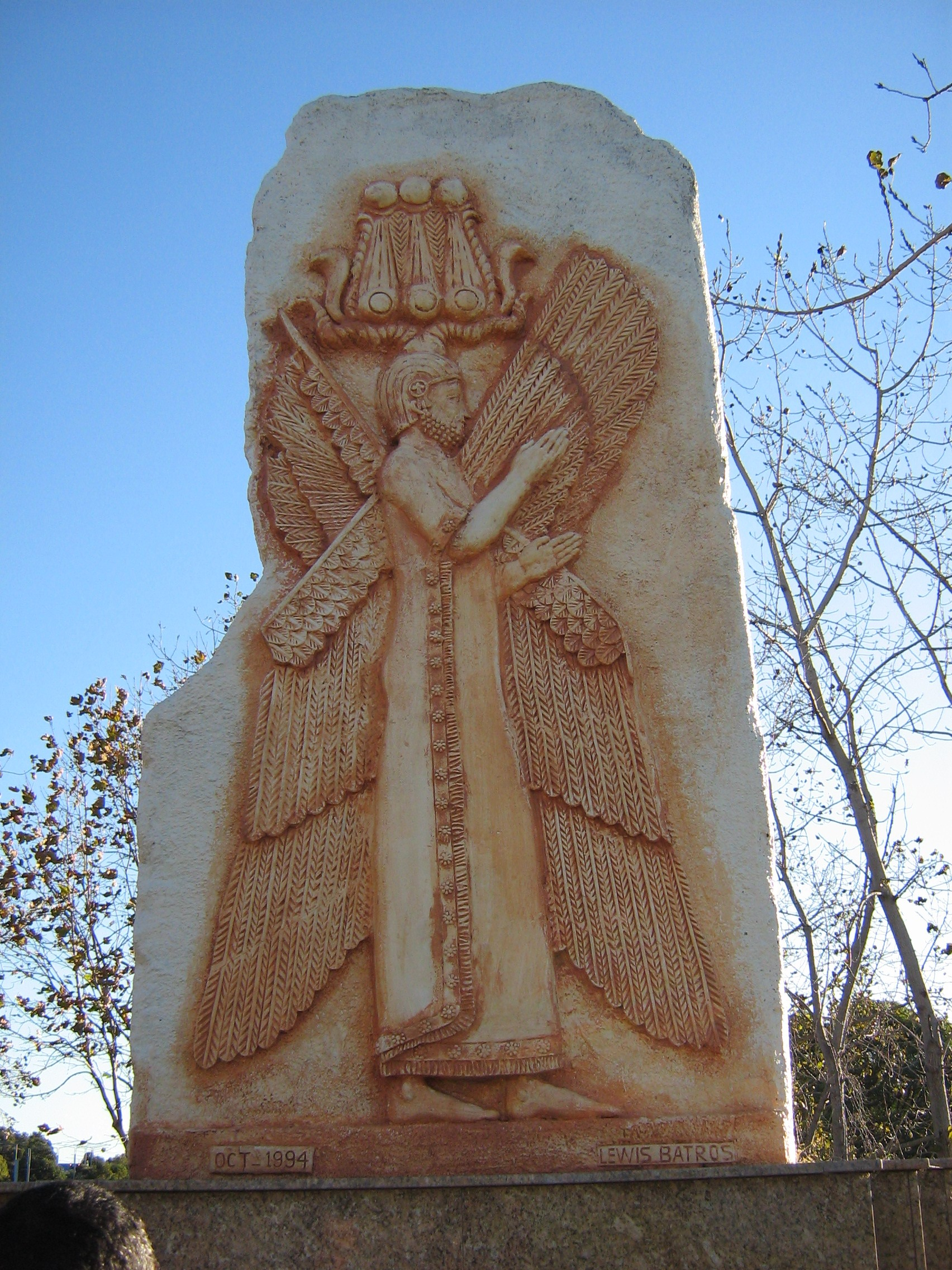
نقش انسان بالدار منسوب به کوروش بزرگ با دوشاخ (ذوالقرنین)

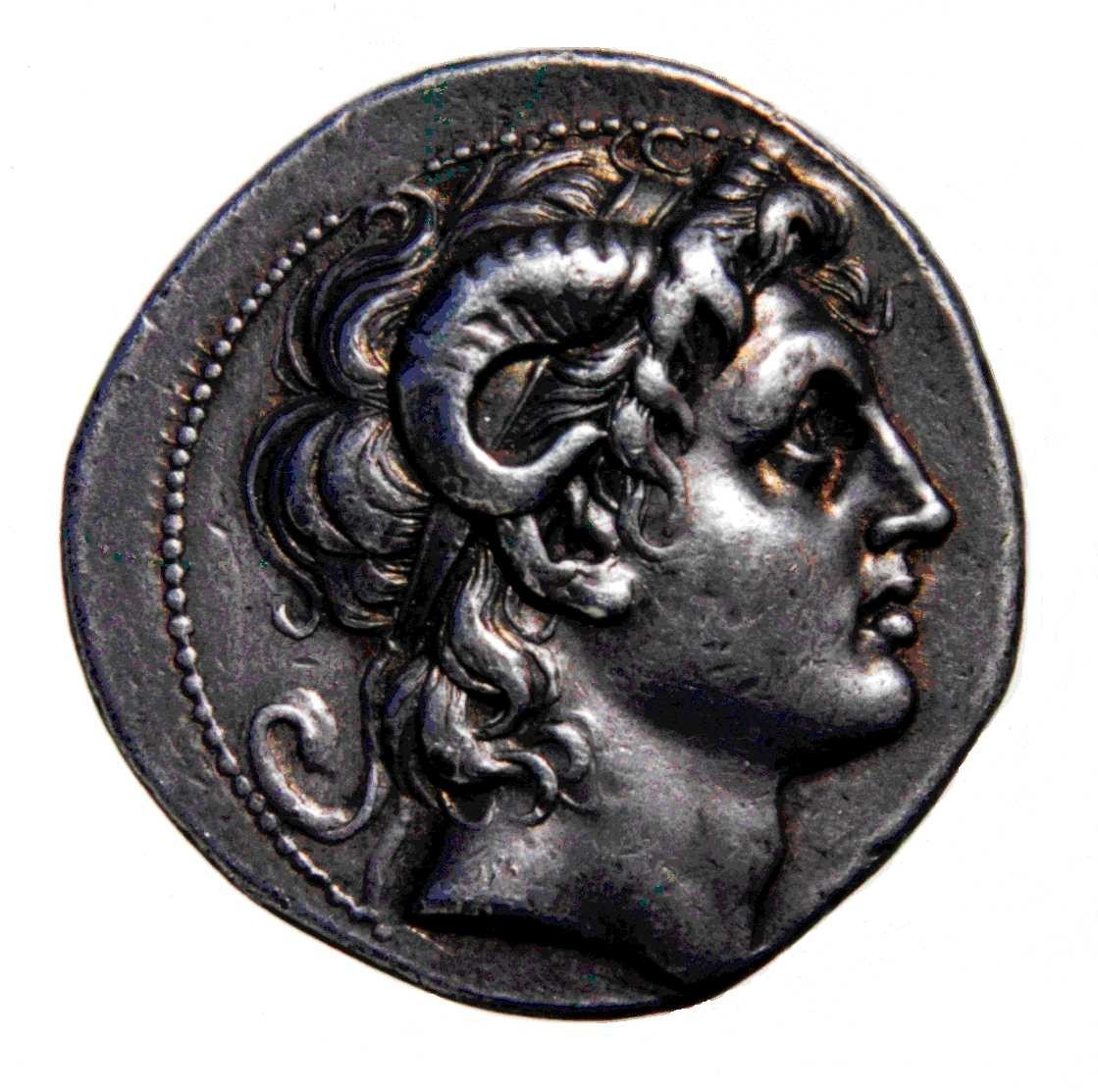
در اغلب سکه‌های به جا مانده از امپراطوری اسکندر که نقش وی بر آن حک شده او همواره دوشاخ قوچ بر سر دارد

ذوالقرنین («صاحب دو شاخ»؛ یا مجازا «صاحب دو عمر») در آیات ۸۳ الی ۱۰۱ سوره کهف در قرآن به‌عنوان شخصیتی ظاهر می‌شود که توسط خداوند صاحب قدرت شده تا بین نوع بشر و یأجوج و مأجوج (که قومی تجسم آشوبند) دیواری بنا کند. رهاسازی یاجوج و ماجوج از پشت دیوار علامتی برای پایان دنیا است، و نابودی آن‌ها توسط خدا را در یک شب از روز قیامت (یوم القیامة) به همراه دارد. این داستان از طریق داستان اسکندر، که نسخه‌ایست افسانه‌ای از پیشه و زندگی اسکندر کبیر، وارد قرآن شده است. یا اینکه هر دو روایتِ داستانی «رومانس اسکندر» و «داستان ذوالقرنین»، بازروایتی از یک داستان کهن باشد (مانند چیزی که در داستان سیل و طوفان بزرگ شاهدیم که فرهنگها و ادیان مختلف، آن را بازروایت نموده‌اند).
بر اساس قرآن، ذوالقرنین سه لشکرکشی مهم انجام داد: نخست به غرب، سپس به شرق، و در نهایت به منطقه‌ای که دارای تنگه‌ای کوهستانی بود. او فردی یکتاپرست و مهربان بود که از مسیر دادگری منحرف نمی‌شد و از این رو مورد لطف خداوند قرار گرفت. او یاور نیکوکاران و دشمن ستمگران بود و به مال و ثروت دنیا هیچ علاقه‌ای نداشت. ذوالقرنین هم به خداوند ایمان داشت و هم به روز رستاخیز. او همچنین سازنده سدی بود که در آن به جای آجر و سنگ از آهن و مس استفاده شده بود. هدف او از ساخت این سد، کمک به گروهی از مستضعفان در برابر ظلم قوم یأجوج و مأجوج بود.
بیشتر محققان غربی و مسلمان، ذوالقرنین را با اسکندر کبیر یکی دانسته‌اند. اما به مرور زمان، برخی سنت‌ها این ارتباط را رد کرده و او را با شخصیت‌های دیگری مرتبط کرده‌اند، از جمله پادشاهان پیشااسلامی عرب مانند شخصیت افسانه‌ای صعب بن مراثد از پادشاهی حمیر یا شخصیت تاریخی منذر بن نعمان سوم (درگذشته ۵۵۴ میلادی) از دودمان لخمیان. همچنین، کوروش بزرگ نیز از سوی برخی مفسران مسلمان مدرن به‌عنوان گزینه‌ای محتمل برای شخصیت ذوالقرنین مطرح شده است.

## وجه تسمیه
ریشه‌شناسی این نام اهمیت زیادی دارد «قرن» Corn بن اصلی ذوالقرنین است. کرن در زبان فارسی به صورت قور (قورکله)- قور پشت - قعر - قورچ (قوچ=گوسپند نر با شاخهای بزرگ) و… به معنی شاخ و برآمدگی است اما در زبان‌های اروپایی بیشتر به معنی تاج بکار می‌رود. در زبان عربی (ذو) یعنی صاحب یا دارنده و قرن(Corn) دو معنی دارد یکی به معنی تاج است و معنی دیگر یعنی شاخ و قرنین واژه‌ای است معرب قرنین یعنی دو شاخ که عربی شده از عبری "קרנים"(قرنیم) است. ذو قرنین بر روی هم یعنی تاج دوشاخ دار. دو شاخ علاوه بر معنی ظاهری یک مفهوم گسترده‌تر داشته است و عبارتی بوده است برای بیان قدرت و در عهد قدیم برای موجودی (گاو نری) بکار می‌رفته است که کره زمین بر روی دو شاخ آن قرار داشته است. بعضی معتقدند این نامگذاری بخاطر آنست که او به شرق و غرب عالم رسید (دارنده شرق و غرب بود) که عرب آن را تعبیر قرنی الشمس (دوشاخ آفتاب) می‌کند.

## نمادشناسی باستانی شاخ
بشر از دیرباز برای شاخ (در نقاشی ها، اسطوره ها و کلمات و واژگان) معانی خاصی مانند "قدرت"، "برکت"، "وفور"، "سَروری" و "اعطای آسمانی" قائل بوده است. موجودات شاخدار (مانند گاو، گوزن، قوچ و کَل) از دیرباز نماد قدرت خیر و مسالمت آمیز بودند (در مقابل جنگاوری و یا سبُعیت و درندگی که نماد آن شیر و گرگ و امثالهم بوده است).
قوچ شاخدار، و گوزن شاخدار، و کَل شاخدار، بزرگِ گله خود هستند و لذا معنای "بزرگِ پدر" و "بزرگِ اهلی" و "سَرورِ مطلوب" را می توان در نمادشناسی باستانی موجود شاخدار یافت.
همچنین به دلیل حضور گوزن، قوچ و کَل در ارتفاعات البرز و زاگرس، این حیوانات به صورت نمادی از "بلندی"، "ارتفاع" و "قدرتمند بلندی ها" به شمار آمدند (در مقابل شیرِ آشوری را داریم که قدرتمند دشت نشین و نماد سلطنتی آشور و سومر در هزاره های اول و دوم پیش از میلاد بوده است). نماد شاخ را در ساختارهای حکومتی ماد باستان (بر اساس نگاره های کشف شده باستانی) می توان یافت. لذا شاخ و موجودات شاخدار را می توان نمادی از فلات ایران (در مقابل دشتهای عراق و شام) به شمار آورد. یک نماد مشرقی در مقابلِ نمادِ مغربیِ شیر.
شاخ های آسمانی (چه هلال ماه، چه هلال خورشید در حین کسوف، چه پرتوهای خورشید و چه پرتو افشانی ستارگان)، نقش مهمی در نمادهای ادیان و مذاهب باستانی داشته است. لذا یک جنبه مهم از شاخ، صفت "آسمانمندی" آن است. شاخه های درختان، پیوستاریِ نمادینی بین زمین و آسمان فراهم می آورند. لذا رشدیابندگی، صعود و ارتفاع یافتن شاخ و شاخسارها و شاخه ها، موید دیگری برای نقش‏پذیری معنایی نماد شاخ با معنای "آسمانمندی" است.
یکی از چهار فرشته مقرّب و قَوی کروبی، در ادیان باستانی، به شکل شاخدار ترسیم و نماد می یافته است.
واژه پارسی "فرشته" را می توان در صورت باستانی پاراایشتارا به معنای "پَر و شاخ دار" ریشه یابی کرد و این نشان می دهد که هم شاخ و هم بال و پَر، از اجزای اصلی نمادین فرشته است. شاخ در معنای قدرت و برکت و بال در معنای عروج و آسمانی.
هم نماد دو بال گشوده و هم نماد دو شاخ (یا دو تیزی)، جایگاه مهمی در نمادهای اقوام باستانی خصوصاً ناحیه خاورمیانه داشته اند.
در ایران باستان (از زمان هخامنشیان تا ساسانیان) موجودات شاخدار (مانند گاو، قوچ و شاخ فرشته) در کنار موجودات بالدار (مانند عقاب، شاهین و بال فرشته) و در کنار هلال و پرتو آسمانی، مجموعاً نمایشگر نمادین مفهوم "قدرت مشروع"، "فرّه ایزدی" و "خورنه" بودند.
مجموعاً موجود شاخدار را، در منابع کهن و نمادهای باستانی بشر، می توان نمادی از "قدرت"، "قدرت مشروع"، "قدرت صلح جو"، "قدرت آسمانی"، "سَرور مردمان"، "برکت آسمانی"، "بلندی"، "ارتفاع"، "قدرتمند بلندی ها" و "مشرق زمین" به شمار آورد.

## ذوالقرنین در قرآن
داستان ذوالقرنین در قرآن در سوره کهف به این شرح آمده است:
و از تو دربارهٔ ذوالقرنین می‌پرسند. بگو: بزودی برای شما از او چیزی می‌خوانم. (۸۳)
ما او را در زمین قدرت و سلطه بخشیدیم و راه رسیدن به هر چیزی را به او نشان دادیم. (۸۴)
او نیز راه را پی گرفت. (۸۵)
تا به غروبگاه خورشید رسید. دید که خورشید در چشمه‌ای گِل‌آلود و سیاه غروب می‌کند و در آنجا مردمی یافت. گفتیم: ای ذوالقرنین، می‌خواهی مجازتشان کن و می‌خواهی با آن‌ها به نیکی رفتار کن. (۸۶)
گفت: اما هر کس که ستم کند ما مجازاتش خواهیم کرد. آن گاه او را نزد پروردگارش می‌برند تا او نیز به سختی مجازاتش کند. (۸۷)
و اما هر کس که ایمان آورد و کارهای شایسته کند، پاداشی نیکو دارد؛ و دربارهٔ او فرمانهای آسان خواهیم راند. (۸۸)
باز هم راه را پی گرفت. (۸۹)
تا به مکان برآمدن آفتاب رسید. دید خورشید بر قومی طلوع می‌کند که غیر از پرتو آن برایشان هیچ پوششی قرار نداده‌ایم. (۹۰)
چنین بود؛ و ما بر احوالات او احاطه داریم. (۹۱)
باز هم راه را پی گرفت. (۹۲)
تا به میان دو کوه رسید. در پس آن دو کوه، مردمی را دید که گویی هیچ سخنی را نمی‌فهمند. (۹۳)
گفتند: ای ذو القرنین، یأجوج و مأجوج در زمین فساد می‌کنند. می‌خواهی خراجی بر خود مقرر کنیم تا تو میان ما و آن‌ها سدی برآوری؟ (۹۴)
گفت: آنچه پروردگار من مرا بدان توانایی داده است بهتر است. مرا به نیروی خویش مدد کنید، تا میان شما و آن‌ها سدی برآورم. (۹۵)
برای من تکه‌های آهن بیاورید. چون میان آن دو کوه انباشته شد، گفت: بدمید. تا آن آهن را بگداخت؛ و گفت: مس گداخته بیاورید تا بر آن ریزم. (۹۶)
نه توانستند از آن بالا روند و نه در آن سوراخ کنند. (۹۷)
گفت: این رحمتی بود از جانب پروردگار من و چون وعده پروردگار من در رسد، آن را زیر و زبر کند و وعده پروردگار من راست است. (۹۸)
دربارهٔ شخصیت حقیقی ذوالقرنین که در کتاب‌های آسمانی یهودیان، مسیحیان و مسلمانان از آن سخن به میان آمده، چندگانگی وجود دارد. کوروش سردودمان هخامنشی، داریوش بزرگ، خشایارشا، اسکندر مقدونی، چین شی هوانگ، شاپور یکم، خسرو انوشیروان، یکی از ملوک حمیر گزینه‌هایی هستند که جهت پیدا شدن ذوالقرنین واقعی، دربارهٔ آن‌ها بررسی‌هایی انجام شده است. ابوالکلام آزاد با تفسیر آیات ۸۲ تا ۹۵ سوره کهف دلایل استواری آورده است که ذوالقرنین موصوف، کوروش هخامنشی می‌باشد. بیش از ۲۰ هویت در منابع تاریخی، ادبی و مذهبی برای ذوالقرنین احتمال داده شده است.
برخی محققین قدیم و جدید (و دلالات برخی احادیث) قائل به وجود چندین ذوالقرنین در طول تاریخ است و مفهوم ذوالقرنین را شناساننده یک تیپ شخصیتی برای دسته خاصی از حکمرانان مقتدر زمینی و مشروع آسمانی با حکومتهای بسیار پهناور به شمار آورده اند. 
شماری از فقیه‌های معاصر شیعه نیز کوروش را «ذوالقرنین» می‌دانند. علامه طباطبایی، صانعی و مرتضی مطهری از معتقدان این نظر هستند. در کتاب تفسیر نمونه، نوشتهٔ ناصر مکارم شیرازی نوشته‌شده، از آن جهت به کوروش، ذوالقرنین می‌گفتند که شرق و غرب مال او بود. ابوکلام بیشتر بر موضوع نقش‌برجستهٔ انسان بالدار یکی از ستون‌های بازمانده از کاخ بارعام در پاسارگاد است تأکید علمی دارد. دربارهٔ این نقش، تفسیرهای بسیاری انجام شده است که ابوکلام این نقش را، ذوالقرنین می‌داند. ابوالکلام آزاد با تفسیر آیات ۸۲ تا ۹۵ سوره کهف و با استناد به وجود احادیث و روایاتی در مورد کوروش دلایلی آورده است که ذوالقرنین موصوف، کوروش هخامنشی می‌باشد. علامه طباطبایی دربارهٔ ذوالقرنین دانستن کوروش چنین نوشته است که «هر چند بعضی از جوانبش خالی از اعتراضاتی نیست، بلکه از هر گفتار دیگری انطباقش با آیات قرآنی روشن‌تر و قابل قبول‌تر است.» در تفسیر نمونه از نظریهٔ انطباق کوروش با ذوالقرنین به عنوان نظریهٔ برتر یاد شده است و بر تأیید این نظریه در تفسیر من هدی القرآن، تفسیر الفرقان و تفسیر المنیر اشاره شده است. در تفسیر المنیر با قاطعیت، ذوالقرنین، همان کوروش دانسته شده که دو طرف جهان را گشت و احتمالاً به خاطر شجاعتش به ذوالقرنین ملقب شد. ابوالکلام آزاد یکی از کسانی‌ست که کوروش را ذوالقرنین مذکور در قرآن می‌داند و معتقد است که ذوالقرنین ذکرشده در قرآن، کوروش است. استدلالات آزاد را می‌توان به‌صورت زیر خلاصه کرد:
1. نقش برجستهٔ انسان بالدار در پاسارگاد که شاخ‌های قوچ دارد و بال‌های عقاب، نشان‌دهندهٔ کوروش است که او را همان ذوالقرنین، یعنی «صاحب دو شاخ» مشخص می‌کند. به ویژه که کوروش در تورات به عنوان «شاهین خاوران» خوانده شده است.
2. در قرآن (سورهٔ کهف، آیهٔ ۸۳ تا ۹۸) از «ذی‌القرنین» به‌صورت پادشاهی که خداوند همه‌گونه کامیابی بدو داد، سخن رفته است که از سوی مغرب تا جایی که آفتاب غروب می‌کند و از سوی مشرق تا جایی که خورشید سر برمی‌آورد، رفت و سپس از جنوب به شمال رفت و به پای دو کوه رسید که در کنارهٔ آن قومی می‌زیستند و آن‌ها از او خواستند تا میان آن‌ها و قبیله‌های بی‌شمار یاجوج و ماجوج سدی بسازد و وی چنین کرد. مولانا آزاد می‌گوید کوروش کسی بوده که به غرب و شرق لشکر کشید و آن‌گاه به قفقاز رفت و در آنجا سدی ساخت تا جلوی قبیله‌های آسیایی را بگیرد و این قبیله‌ها را چینی‌ها یوئه‌چی خوانده‌اند که با «یاجوج» شباهت دارد و مغولان را هم فنکوک خوانده‌اند که با ماجوج همانند است.
3. در کتاب تورات، بخش دانیال نبی (باب هشتم) از رؤیایی سخن رفته که طبق آن، قوچی دو شاخ از بز کوهی یک شاخی شکست می‌خورد. مولانا آزاد می‌گوید این قوچ دو شاخ کوروش بوده و آن بز کوهی، یونانیان‌اند و این «دو شاخ بودن» کوروش را با ذوالقرنین نسبت می‌دهد.[۲۹][۳۰][۳۱]

## ذوالقرنین در احادیث اسلامی
در کتاب خصال روایتی است از امام جعفر صادق که می‌گوید: ملوک روی زمین چهار نفر بودند دو نفر مؤمن معتقد که عبارتند از سلیمان و ذوالقرنین. دو نفر کافر که عبارتند از نمرود و بخت النصر. (سلیمان و ذوالقرنین دو مؤمن معتقد بودند که بر زمین مسلط شدند و نمرود و بخت النصر دو کافر بودند که بر زمین مسلط شدند)
عمار سابطی روایت کرده که خدمت امام جعفر صادق عرض کردم مقام و منزلت ائمه ما چیست؟ گفت: «مانند مقام و مرتبه ذوالقرنین و یوشع (از پیامبران بنی اسرائیل و جانشین موسی) و آصف مصاحب سلیمان» - که دلالت بر علو مقام ذوالقرنین دارد.
همچنین در احادیث اسلامی از مسجد ذوالقرنین نیز یاد شده است. مسجد و ساختمان بزرگی که درازای آن ۴۰۰ ذراع (معادل ۴۱۶ متر) بوده، که در ساختمان آن از تخته‌های چوب و مس و الواح مسین استفاده شده است. درازای هر تخته چوب ۲۲۴ ذراع(۲۳۲٫۹۶ متر) و فاصله دو دیوار ۲۰۰ ذراع(۲۰۸ متر) و بلندی دیوارها ۲۲ ذراع(۲۲٫۸۸ متر) گفته شده است. و مجلسی به نقل از ثعلبی محل ساخت سد ذوالقرنین را «پایان خاوری سرزمین ترک» خوانده است.

## ذوالقرنین از دیدگاه نادرشاه
در نامهٔ نادرشاه به سلطان محمود عثمانی، نادرشاه پس از سلام و صلوات بر رسول اعظم اسلام، آل بیتش و اصحابش خلیفه مسلمین سلطان عثمانی را به عبارات کثیری مدح می‌کند، در قسمتی از این نامه و مدحیات که به زبان ترکی است، نادرشاه در مدح سلطان محمود، وی را به اسکندر ذوالقرنین دوم توصیف می‌کند که نشان از باور او از شخص ذوالقرنین دارد
"... خدیوِ نافذالامرِ اقلیمِ دولتِ قوی‌بنیاد، و شیرازه‌یبندِ اوراقِ پریشانِ امورِ بلاد و عباد، سلطان البرّین و خاقان البحرین، ثانی اسکندر ذی القرنین، خادم الحرمین الشریفین، "نجماً لِفلک السطنة و خلافة و العظمة و الراَفة و المرحمة و البرّ و العدل و الاحسان"، سلطان محمود خان بن سلطان مصطفیٰ خان "خلّد الله ملکه و سلطانه" حضرتله‌رینین مرآتِ ضمیرِ منیرِ خورشید ناظیرله‌رینه مستطیع…"

## برداشت‌ها از داستان ذوالقرنین
از داستان ذوالقرنین در قرآن برداشت‌های زیر شده است:

### وجود داستان در پیش از اسلام
تعدادی از مردم مکه و مدینه از این داستان خبر داشته‌اند که گفته شده است بیشتر اهل کتاب بودند، و این نکته از متن چند آیه با جمله «یسئلونک عن ذی القرنین» و «قلنا یا ذا القرنین» و «قالوا یا ذی القرنین» به خوبی مشخص می‌شود، این داستان از پیش از اسلام مطرح بوده ولی بسیاری از مردم به دلیل کسب آگاهی بیشتر یا برای امتحان پیامبر اسلام دربارهٔ آن از وی سؤال کرده‌اند. (یهودیان چنین پرسش‌هایی را دربارهٔ ماجرای خضر و اصحاب کهف نیز پرسیده‌اند)

### مشخصات ذوالقرنین در قرآن
ذوالقرنین دارای مشخصاتی بود، از آن جمله می‌توان به موارد زیر اشاره کرد:
- او دارای تاج یا کلاهی است که بر بالای آن دو شاخ قرار دارد.
- خداوند اسباب پیروزی‌ها را در اختیار او قرار داد.
- او سه لشکرکشی مهم داشت: نخست به باختر، سپس به خاور و سرانجام به منطقه‌ای که در آنجا یک تنگه کوهستانی وجود داشته، و در هر یک از این سفرها با اقوامی برخورد کرد.
- خداوند او را قدرتمند کرده بود و اختیار جان و مال انسان‌ها و عذاب و پاداش به آن‌ها را به او داده بود.
- او انسان یکتاپرست و مهربانی بود، و از مسیر دادگری منحرف نمی‌شد، و به همین جهت مشمول لطف خاص پروردگار بود.
- او یار نیکوکاران و دشمن ظالمان و ستمگران بود، و به مال و ثروت دنیا علاقه‌ای نداشت.
- او هم به خدا ایمان داشت و هم به روز رستاخیز.
- او سازنده سدی (دیوار) است که در آن از آهن و مس استفاده شد (و اگر مصالح دیگر در ساختمان آن نیز به کار رفته باشد تحت‌الشعاع این فلزات بود) و هدف او از ساختن این سد کمک به گروهی مستضعف در مقابل ظلم و ستم قوم یاجوج و ماجوج بوده است.
- او از کسانی بوده که خداوند خیر دنیا و آخرت را به او عطا کرد. خیر دنیا در سلطنت و قدرت و اختیاری که به او عطا شده بود و خیر آخرت، برای این‌که او به گسترش داد و اقامه حق و به صلح و بخشش و رفق و کرامت نفس و گستردن خیر و دفع شر در انسان‌ها عمل می‌کرد.
- چنین بر می‌آید که او به وحی یا الهام یا به‌دست پیامبری از پیامبران تأیید می‌شد، و به او کمک می‌کرد. طبق کلام شیعه، برخی او را محدّث (دارای مکالمه با فرشتگان) دانسته‌اند.[۳۷]
- اما از قرآن چیزی که صریحاً دلالت کند او پیامبر بوده استفاده نمی‌شود هر چند تعبیراتی در قرآن هست که اشاره به این معنی دارد. از بسیاری از روایات اسلامی که از پیامبر و ائمه نقل شده نیز می‌خوانیم: او پیامبر نبود بلکه بنده صالحی بود.
- به جماعتی ستمکار در باختر برخورد و آنان را عذاب نمود (به این مفهوم که با آن‌ها جنگید و آن‌ها را شکست داد).
- سدی که بر روی قوم یأجوج و مأجوج بنا کرده در غیر باختر و خاور آفتاب بوده، چون پس از آنکه به خاور آفتاب رسیده پیروی سببی کرده تا به میان دو کوه رسیده است، و از مشخصات سد او افزون بر اینکه در خاور و باختر جهان نبوده این است که میان دو کوه ساخته شده، و این دو کوه را که چون دو دیوار بوده‌اند به گونه یک دیوار دنباله‌دار درآورده است؛ و در سدی که ساخته پاره‌های آهن و قطر یعنی (مس گدازشده) به کار رفته است.[۳۰][۳۱][۳۸]

## ذوالقرنین در کتابعهد عتیق
در کتاب دانیال، دانیال نبی در رؤیا چنین می‌بیند:
دیدم که ناگاه قوچی نزد نهر ایستاده بود که دو شاخ داشت و شاخ‌هایش بلند بود و یکی از دیگری بلندتر و بلندترین آن‌ها آخر برآمد؛ و قوچ را دیدم که به سمت باختر و شمال و جنوب شاخ می‌زد و هیچ وحشی با او مقاومت نتوانست کرد و کسی نبود که از دستش رهایی دهد و برحسب رای خود عمل نموده، بزرگ می‌شد.
در متن عبری واژه "קרנים" (قرنیم) به معنی "دوشاخ" استفاده شده است.
در ادامه در کتاب دانیال می‌خوانیم: جبرئیل بر او آشکار گشت و خوابش را چنین تعبیر نمود: قوچ صاحب دو شاخ که دیدی پادشاهان مادیان و پارسیان است. در ترجمه عربی کتاب مقدس نام ذوالقرنین در همین فراز آمده است:
ترجمه ون دایک:أَمَّا الْکَبْشُ الَّذِی رَأَیْتَهُ ذَا الْقَرْنَیْنِ فَهُوَ مُلُوکُ مَادِی وَفَارِسَ
ترجمه فارسی قدیم:اما آن قوچ صاحب دو شاخ که آن را دیدی پادشاهان مادیان و فارسیان می‌باشد.
یهود از بشارت رؤیای دانیال چنین دریافتند که دوران اسارت آن‌ها با قیام یکی از پادشاهان ماد و فارس، و پیروز شدنش بر شاهان بابل، پایان می‌گیرد، و از چنگال بابلی‌ها آزاد خواهند شد. چیزی نگذشت که کوروش در صحنه حکومت ایران ظاهر شد و کشور ماد و پارس را یکی ساخت، و سلطنتی بزرگ از آن دو پدیدآورد، و همانگونه که رؤیای دانیال گفته بود که آن قوچ شاخ‌هایش را به باختر و شرق و جنوب می‌زند کوروش بزرگ نیز در هر سه جهت فتوحات بزرگی انجام داد. یهود را آزاد ساخت و اجازه بازگشت به سرزمین اسرائیل را به آن‌ها داد.
در کتاب اشعیا نبی باب ۴۴ شماره ۲۸ چنین می‌خوانیم: آن‌گاه در خصوص کوروش می‌فرماید که شبان من اوست و تمامی مشیتم را به اتمام رسانده به اورشلیم خواهد گفت که بنا کرده خواهی شد. این جمله نیز قابل توجه است که در بعضی از تعبیرات کتاب مقدس، از کوروش تعبیر به شاهین خاور، و مرد تدبیر که از مکان دور خوانده خواهد شد آمده است. (کتاب اشعیا نبی باب ۴۶ شماره ۱۱)

## ذوالقرنین و صعبِحمیری
لشکرکشی‌های مختلف ذوالقرنین که در کتاب قرآن ذکر شده به صعب ذولمراید(همچنین به‌نام الرعید) پادشاه حمیری در جنوب عربستان نیز نسبت داده شد است. برخی مورخان مانند اصمعی در «تاریخ عرب پیش از اسلام»، ابوریحان بیرونی در «آثارالباقیه»، ابن‌هشام در «سیره النبوی»، نشوان ابن سعید در «شمس العلوم» و… گفته‌اند که ذوالقرنین از اذوای یمن بوده و درآنجا سلطنت می‌کرده است. هرچند در نامِ او اختلاف دارند. به نقل از وهب بن منبه و از ابن‌هشام، ملک صعبِ حمیری یک فاتح بود که پس از ملاقات با خضر در اورشلیم به او لقب ذوالقرنین داده‌شد. سپس به اقصی نقاط زمین سفر می‌کند و سرزمین‌ها را فتح می‌کند تا اینکه توسط خضر در سرزمین تاریکی هدایت می‌شود.
مقریزی در کتابِ خود، الخطط به ذکرِ شجره‌نامه‌یِ ذوالقرنین می‌پردازد و می‌گوید که ذوالقرنین شاهی عرب و از شاهانِ حمیر بوده است و نام اصلیش صعب ابن ذی مراد بوده است.
او سپس روایت‌هایی از ابن‌هشام، ابن‌عباس، و کعب‌الاحبار  درباب حمیری‌بودن و عرب‌بودنِ ذوالقرنین ذکر می‌کند.
او از همدانی و هیثم روایت می‌کند که ذوالقرنین، شاه سبا بوده است و اشعارِ عربی پیش از اسلامی را بیان می‌کند که دربارهٔ ذوالقرنین سروده شده‌اند.
چیزی که فرضِ حمیری بودن ذوالقرنین را مورد توجه قرار می‌دهد این است که به‌کارگیریِ عبارتِ «ذو» (ذی) پیش از اسامی، از عاداتِ یمنیان بوده است. همانند «ذی همدان»، «ذی المنار»، «ذوالغمدان»، «ذوالازغار».
به گفته ویلر مورخ، ممکن است برخی از عناصر این گزارش‌ها که در ابتدا با صعب مرتبط بوده‌اند، در داستان‌هایی گنجانده شده باشند که ذوالقرنین را با اسکندر شناسایی می‌کنند.

## ذوالقرنین و کوروش در روایات اسلامی
در مورد کوروش یا کوروس در کتاب‌های اسلامی اعم از تاریخی یا تفسیر قرانی یا اشعار عربی هم روایت شده است اما کمتر کسی به آن توجه کرده است. از جمله حدیث پیامبر اسلام در تمجید از کوروش:
جلال الدین سیوطی از عالمان بزرگ اسلامی(۹۱۱ ق- در درالمنثور (ج۴، ص ۱۶۵) به نقل از ابن جریر از حذیفه ابن الیمان صحابی محمد می‌آورد که او گفت: «چون بنی اسرائیل در روز سبت سرکشی کرد و برتری جست و پیامبران را کشت، خداوند بختنصر را بر ایشان برانگیخت تا اینکه به بیت‌المقدس وارد شد و در عوض خون زکریا، هفتاد هزار نفر از ایشان را کشت و خاندانشان و فرزندان انبیا را به اسارت گرفت و زینت آلات بیت‌المقدس را با خود به بابل برد.»
حذیفه می‌گوید: عرض کردم: «ای پیغمبر خدا، بیت‌المقدس که در نزد خداوند مهم بود.» محمد تأیید کرد و دربارهٔ نحوه ساختن و جواهرات به کار رفته در آن توضیح داد و اینکه بختنصر آن‌ها را به بابل برد و بنی اسرائیل در حالی که بینشان برخی پیامبران و پیغمبرزادگان بود، سال‌ها عذاب کشیدند تا اینکه خداوند بر ایشان رحم آورد:
«... فاَوحی الی ملک من ملوک فارس، یقال له کورس و کان مؤمنا، اَن سر الی بقایا بنی اسرائیل حتی تستنقذهم…: پس به یکی از پادشاهان پارس که مرد مؤمنی بود، به نام کوروش، وحی کرد که به نزد بازماندگان بنی اسرائیل برود و آزادشان سازد… فسار کورس ببنی اسرائیل و دخل بیت‌المقدس حتی رده الیه: کوروش چنین کرد و داخل بیت‌المقدس شد و زینت آلات آن را بازگرداند و بنی اسرائیل صد سال فرمانبردار خداوند بودند. تا دوباره به گناه بازگشتند.
البته در محکم بودن این حدیث تردید روا داشته‌اند. به‌طوریکه ابن کثیر نیز در کتاب تفسیر خود در مورد این حدیث این چنین می‌نویسد:
 ابن جریر طبری این حدیث را مرفوع از حذیفه نقل می‌کند (یعنی فقط حذیفه این حدیث را گفته)، لذا گفته شده جزو روایات مستحکم نیست 
اما محمد بن جریر طبری در کتاب تاریخ خود (کتاب تاریخ طبری) می‌نویسد که کیرش (همان کوروش) که قبل از داریوش ملک بود، به دست دانیال مسلمان شد و کشور به امر دانیال سپرد. این نقل تاریخ طبری را می‌توان در خانواده نقل مرتبط با حدیث مذکور در بالا، مورد بررسی قرار داد.
در تفسیر التبیان شیخ طوسی، شاهدیم که از کوروش (بدون نام بردن) با عنوان "مرد همدانی" در ماجرای داستان نجات بنی اسرائیل یاد شده است.

## ذوالقرنین و اسکندر در روایات اسلامی
در اغلب کتب تواریخ و تفسیر، علمای اسلام بر شخصیت ذوالقرنین اتفاق داشته‌اند و او را اسکندر رومی معرفی کرده‌اند، من جمله حدیثی از پیامبر اکرم اسلام که مورخ ایرانی‌تبار طبری در کتاب تفسیر خود از پیامبر اکرم نقل می‌کند و در این حدیث بلند پیامبر در جواب اهل کتاب که در مورد ذوالقرنین از وی پرسیدند، او را جوانی از روم و بانی شهر اسکندریه در مصر معرفی کرده‌اند:
 ابوکریب نقل می‌کند، که زید بن حباب گفته، از ابن لهیعه که گفت: که عبدالرحمن بن زیاد بن انعم از شیخین از [قبیله] تُجَیب نقل می‌کند، که یکی از آن‌ها به اصحاب پیامبر بگفت: به سمت [خدمتکار رسول‌الله] عقبه بن عامر رفتیم که حدیث پیامبر بشنویم، گفت: پس به او رسیدیم، گفتیم: آمده‌ایم که برایمان از احادیث پیامبر بگویی گفت: " روزی در حال خدمت کردن به رسول الله بودم، پس از نزد او خارج شدم، وهنگام خروج از خانه قومی از اهل کتاب من را بدیدند، و گفتند: می‌خواهیم از رسول الله سؤال کنیم: پس برای ما نزد ایشان کسب اجازه کن، پس بر او داخل شدم و به او گفتم، پس رسول الله گفت: "من را چه به آنهاً من چیزی نمی‌دانم جز آنچه پروردگارم به من آموخته، سپس گفت: آب بریز، پس ایشان وضو گرفتند و نماز بخواند، پس وقتی نماز بگذارد متوجه علائم شادی بر چهره اش شدم، پس گفت آن‌ها را به داخل نزد من بیاور و هر آنکه از اصحابم بیرون است.
وقتی آن‌ها در نزد رسول‌الله قرار گرفتند؛ پس به آن‌ها گفت: اگر خواستید سؤال بپرسید و من از آنچه در نامه خود دارید شما را آگاهی خواهم داد، واگر خواستید [بدون سؤال پرسیدن] جوابتان را خواهم داد، گفتند پس خودت [سؤال و جواب را] بگو، پیامبر گفت: " آمده‌اید که در مورد ذوالقرنین از من بپرسید و آنچه در کتابتان می‌یابید:
جوانی از روم بود، پس بیامد و شهر مصر اسکندریه را بنا کرد، پس وقتی تمام کرد، بر او مَلَکی (فرشته ایی) نازل شد و او را به آسمان برد و به وی گفت چه می‌بینی؟ گفت شهرم، و شهرهای دیگر، پس او را بالا برد و پرسید چه می‌بینی؟ گفت: شهرم، سپس او را بالاتر برد و گفت چه میبنی؟ گفت: زمین را می‌بینم، وگفت: این الیمی است که بر دنیا محیط است، آن ملک گفت: الله متعال من را به سوی تو فرستاد که جاهل را علم دهی و عالم را تثبیت کنی، پس او را به سمت سد برد، و آن جا دو کوه سست بود که همه چی از میان آن بلغزید، سپس او را از یاجوج و ماجوج بگذراند، و از امتی دیگر بگذراند که چهره‌هایشان بسان سگان بود و با یاجوج و ماجوج در پیکار بودند، سپس از امتی دیگر بگذشت که با آنان که چهره‌هایی به سان سگ داشتند پیکار می‌کردند، و سپس امتی دیگر که با آن امت اخیر در پیکار بودند و نامشان اورد

## سردرگمی علمای اسلام در مورد کیستی ذوالقرنین
مطابق نظر دکتر عبدالمنعم النمر، علمای اسلام تا یک قرن اخیر در مورد ذوالقرنین دچار سردرگمی بودند و هیچ‌کدام با قاطعیت و با استدلال قوی این نام را با شخصیت‌های معروف تاریخی تطبیق نداده‌اند تا اینکه ابوکلام آزاد مفسر هندی قران کریم این راز را کشف کرد.
 در کتاب روح المعانی تا حدودی از نظریه مفسران قرآن عدول شده و چنین آمده است که ذوالقرنین، همان فریدون پسر اثفیان پسر جمشید پنجمین پادشاه پیشدادی ایران زمین بوده، و پادشاهی دادگر و فرمانبردار خدا بوده. همچنین در کتاب صور الاقالیم نوشته ابی زید بلخی آمده که او مؤید به وحی بوده و در عموم تواریخ آمده که او همه زمین را به تصرف درآورده میان فرزندانش بخش کرد، قسمتی را به ایرج داد و آن عراق و هند و حجاز بود، و همو او را صاحب تاج سلطنت کرد، قسمت دیگر زمین یعنی روم و دیار مصر و باختر را به پسر دیگرش سلم داد، و چین و ترک و خاور را به پسر سومش تور بخشید، و برای هر یک قانونی وضع کرد که با آن دستور براند، و این قوانین سه‌گانه را به زبان عربی سیاست نامیدند(؟!)، چون اصلش «سی ایسا» یعنی سه قانون بوده؛ و وجه تسمیه‌اش به ذوالقرنین «صاحب دو شاخ» می‌شود این باشد که او دو طرف جهان را مالک شد، یا در درازای روزهای سلطنت خود مالک آن گردید، چون سلطنت او به‌طوری‌که در روضة الصفا آمده پانصدسال درازای کشید، یا از این رو بوده که شجاعت و قهر او همه ملوک جهان را تحت‌الشعاع قرار داد.
- برخی از متقدمین، ذوالقرنین را دارای نسب ایرانی دانسته‌اند: متقدمینی مانند ابوعبدا… وَهب بن مُنَبِّه (۳۴–۱۱۰ / ۱۱۴ق)، محمدبن سائب کَلبی کوفی (متوفی به سال ۱۴۶ق) و یوسف بن موسی قطان (متوفی به سال ۲۵۳ق).[۵۲]
- محمد بن جریر طبری (مورخ مشهور مسلمان در قرن سوم هجری قمری) و آلوسی (مفسر مشهور در قرن ۱۳ هجری قمری)، یکی از احتمالات مطرح برای کیستی ذوالقرنین را افريدون بن اثفيان (فریدون پیشدادی) دانسته‌اند.
- صاحب کتاب الملل و النحل (محمد بن عبدالکریم شهرستانی در قرن ششم هجری قمری) تصریح می‌کند که اسکندر مقدونی، آن ذوالقرنینِ مذکور در قرآن نیست.[۵۳] لذا ذوالقرنین مذکور در قرآن را متفاوت از اسکندر مقدونی دانسته است.[۵۴]
- ابوعلی قطان مروزی (قرن ششم هجری قمری، حکیم، منجم، مورخ و مؤلف کتاب گیهان شناخت) در ذکر تاریخ باستان (یعنی حوالی بین زمان بخت النصر تا میلاد مسیح) تصریح می‌کند که «اسکندر بسیار بوده‌اند»[۵۵] (یعنی افراد زیادی در تاریخ، اسکندر نام داشته‌اند). همین نظر را فارسنامه ابن بلخی (قرن ششم هجری قمری)، ملل و نحل شهرستانی (قرن ششم هجری قمری) و حسن حسن‌زاده آملی (قرن ۱۵ هجری قمری) بیان داشته‌اند. این افراد این نظر را در حین تفکیک بین ذوالقرنین قرآنی و اقوال وارد دربارهٔ اسکندرهای تاریخ، بیان کرده‌اند.
- اولین فردی که از اسلام شناسان و مفسران و تاریخ‌دانان جهان اسلام با قاطعیت ذوالقرنین را با شخصیت تاریخی کوروش تطبیق داد ابوالکلام آزاد متفکر هندوستانی در کتاب  ذوالقرنین یا کوروش کبیر  بود بعد از او شماری از مفسرین معاصر مانند مودودی، علامه طباطبایی صاحب المیزان و مکارم شیرازی و سلطان حسین و نورعلی تابنده گنابادی حکایت از آن دارد که مشخصاتی که از این فرد در قرآن و تاریخ‌ها و داستان‌ها آمده است با منش تاریخی کوروش کبیر همسویی دارد.

دسته ای از مفسران قبلی او را با تردید و احتمال همان اسکندر مقدونی و بعضی نیز افراد دیگر (مانند خشایارشا، فرعون، سازندگان دیوار چین و …) دانسته‌اند، و برخی منابع دیگر ذوالقرنین را از ملوک یمن ذکر کرده‌اند.
- بیشتر علمای قدیم گفته‌اند: ذوالقرنین همان اسکندر است البته بنظر می‌رسد اسکندری که علمای اسلام از او سخن می‌گویند بااسکندر مقدونی متفاوت باشد مثلاً شخصیت اسکندر در اسکندر نامه متفاوت با اسکندر مقدونی است و سد اسکندر هم همانند یک مثلی شده، که همیشه بر سر زبان‌ها هست؛ و بر این معنا روایاتی هم آمده، مانند روایتی که در قرب الاسناد از موسی بن جعفر نقل شده، و داستان عقبة بن عامر از فرستاده خدا، و داستان وهب بن منبه که هر دو در الدرالمنثور نقل شده؛ و بعضی از قدمای مفسرین از صحابه و تابعین، مانند معاذ بن جبل - به نقل گردهمایی البیان - و قتاده - به نقل الدرالمنثور نیز همین قول را اختیار کرده‌اند؛ و بوعلی سینا هم وقتی اسکندر مقدونی را وصف می‌کند او را به نام اسکندر ذوالقرنین می‌نامد، فخر رازی هم دربرداشت بزرگ خود بر این دیدگاه پافشاری و پافشاری دارد؛ و خلاصه آنچه گفته این است که: قرآن دلالت می‌کند بر اینکه سلطنت این مرد تا اقصی نقاط باختر، و اقصای خاور و جهت شمال گسترش یافته، و این به راستی همان معموره آن روز زمین است، و همانند چنین پادشاهی باید نامش جاودانه در زمین بماند، اسکندر نیز در این ویژگی با کوروش می‌ماند چون او پس از مرگ پدرش همه ملوک روم و باختر را برچیده و بر همه آن سرزمین‌ها چیره شد، و تا آنجا پیشروی کرد که دریای سبز و سپس مصر را هم بگرفت. آنگاه در مصر به بنای شهر اسکندریه پرداخت، پس وارد شام شد، و از آنجا به قصد سرکوبی بنی اسرائیل به طرف بیت‌المقدس رفت، و در قربانگاه (مذبح) آنجا قربانی کرد، پس متوجه جانب ارمینیه و باب‌الابواب گردید، عراقی‌ها و قبطیها و بربر خاضعش شدند، و بر ایران مستولی گردید، و قصد هند و چین نموده با امتهای خیلی دور جنگ کرد، سپس به سوی خراسان بازگشت و شهرهای بسیاری ساخت، سپس به عراق بازگشته در شهر «زور» یا رومیه مدائن از جهان برفت، و مدت سلطنتش دوازده سال بود. اشکالی که در این قول است این است که: «اولاً این گفته که پادشاهی که بیشتر آبادیهای زمین را مالک شده باشد تنها اسکندر مقدونی است» پذیرفتنی نیست، زیرا چنین ادعائی در تاریخ مسلم نیست، زیرا تاریخ، پادشاهان دیگری را سراغ می‌دهد که ملکش اگر بیشتر از ملک مقدونی نبوده کمتر هم نبوده است؛ و دوم اوصافی که قرآن برای ذوالقرنین برشمرده تاریخ برای اسکندر مسلم نمی‌داند، و بلکه آن‌ها را انکار می‌کند. برای نمونه قرآن کریم چنین می‌فرماید که «ذو القرنین مردی مؤ من به خدا و روز جزا بوده و دین یکتاپرستی داشته در حالی که اسکندر بر پایه داستان یونانیان خداپرست نبوده است، همچنان که قربانی کردنش برای مشتری، خود گواه آن است؛ و نیز قرآن کریم فرموده ((ذو القرنین یکی از بندگان درستکار خدا بوده و به داد و رفق مدارا می‌کرده» و تاریخ برای اسکندر خلاف این را نوشته است؛ و سوم در هیچ‌یک از تواریخ آنان نیامده که اسکندر مقدونی سدی به نام سد یاجوج و ماجوج به آن اوصافی که قرآن ذکر فرموده ساخته باشد؛ و در کتاب «البدایة و النهایه» دربارهٔ ذوالقرنین گفته: اسحاق بن آدمی از سعید بن بشیر از قتاده نقل کرده که اسکندر همان ذوالقرنین است، و پدرش نخستین قیصر روم بوده، و از دودمان سام بن نوح بوده است؛ و ولی ذوالقرنین دوم اسکندر پسر فیلبس بوده است. (آنگاه نسب او را به عیص بن اسحاق بن ابراهیم می‌رساند و می‌گوید:) او مقدونی یونانی مصری بوده، و آن کسی بوده که شهر اسکندریه را ساخته، و تاریخ بنایش تاریخ رایج روم گشته، و از اسکندر ذوالقرنین به مدت بس طولانی متاخر بوده؛ و دومی نزدیک سیصد سال پیش از مسیح بوده، و ارسطاطالیس حکیم وزیرش بوده، و همان کسی بوده که دارا پسر دارا را کشته، و ملوک فارس را ذلیل، و سرزمینشان را لگدکوب نموده است. در دنباله کلامش می‌گوید: این مطالب را بدان جهت خاطرنشان کردیم که بیشتر مردم گمان کرده‌اند که این دو نام یک مسمی داشته، و ذوالقرنین و مقدونی یکی بوده، و همان که قرآن نام می‌برد همان کسی بوده که ارسطاطالیس وزارتش را داشته است، و از همین راه به خطاهای بسیاری دچار شده‌اند. آری اسکندر نخست، مردی مؤمن و درستکار و پادشاهی دادگر بوده و وزیرش خضر بوده است، که به‌طوری‌که پیشتر بازگو کردیم خود یکی از پیامبران بوده؛ و ولی دومی مردی مشرک و وزیرش مردی فیلسوف بوده، و میان دو عصر آن‌ها نزدیک دو هزار سال فاصله بوده است، پس این کجا و آن کجا؟ نه بهم شبیهند، و نه با هم برابر، مگر کسی بسیار کودن باشد که میان این دو اشتباه کند. در این سخن به کلامی که پیشترها از فخر رازی نقل شد کنایه می‌زند دقت نماید سپس به کتاب او آنجا که سرگذشت ذوالقرنین را بازگو می‌کند مراجعه نماید، خواهد دید که این راوی هم خطائی که مرتکب شده کمتر از خطای فخر رازی نیست، برای اینکه در تاریخ اثری از پادشاهی دیده نمی‌شود که دو هزار سال پیش از مسیح بوده، و سیصد سال در زمین و در اقصی نقاط باختر تا اقصای خاور و جهت شمال سلطنت کرده باشد، و سدی ساخته باشد و مردی مؤ من درستکار و بلکه پیغمبر بوده و وزیرش خضر بوده باشد و در درخواست آب حیات به تاریکی رفته باشد، حال چه اینکه اسمش اسکندر باشد یا غیر آن؛ و در دوره صدر اسلام هیچگونه اطلاعی از اسکندر در میان اعراب وجود نداشته است اسکندر شخصیتی است که در قرون بعد و پس از ترجمه متون لاتین به عربی وارد ادبیات عرب شده است.
- جمعی از تاریخ‌دانان از قبیل اصمعی در «تاریخ عرب پیش از اسلام» و ابن هشام در کتاب «سیره» و «تیجان» و ابو ریحان بیرونی در «آثار الباقیه» و نشوان بن سعید در کتاب «شمس العلوم» و دیگران، گفته‌اند که ذوالقرنین یکی از شاهان حمیر بوده که در یمن سلطنت می‌کرده. آنگاه در نام او اختلاف کرده‌اند، یکی گفته: مصعب بن عبدالله بوده، و یکی گفته صعب بن ذی المرائد نخست تبابعه‌اش دانسته، و این همان کسی بوده که در محلی به نام بئر سبع به سود ابراهیم دستور کرد. یکی دیگر گفته: تبع الاقرن و اسمش حسان بوده. اصمعی گفته وی اسعد الکامل چهارمین تبابعه و فرزند حسان الاقرن، ملقب به ملکی کرب دوم بوده، و او فرزند ملک تبع نخست بوده است. بعضی هم گفته‌اند نامش «شمر یرعش» بوده است. البته در برخی از سروده‌های حمیری‌ها و بعضی از شعرای جاهلیت نامی از ذوالقرنین به نام یکی از مفاخر برده شده. از آن میان در کتاب «البدایة و النهایة» نقل شده که ابن هشام این شعر اعشی را خوانده و انشاد کرده است: و الصعب ذوالقرنین اصبح ثاویابالجنوفی جدث اشم مقیما و در بحث روایتی پیشین گذشت که عثمان بن ابی الحاضر برای ابن‌عباس این سروده‌های را انشاد کرد: قد کان ذوالقرنین جدی بی‌گمان ملکا تدین له الملوک و تحشدو دو بیت دیگر که برگردان اش نیز گذشت.

1. مقریزی در کتاب «الخطط» خود می‌گوید: بدان که پژوهش علمای اخبار به اینجا منتهی شده که ذوالقرنین که قرآن کریم نامش را برده و فرموده: «و یسئلونک عن ذی القرنین…» مردی عرب بوده که در سروده‌های عرب نامش بسیار آمده است، و نام اصلی اش صعب بن ذی مرائد فرزند حارث رائش، فرزند همال ذی سدد، فرزند عاد ذی منح، فرزند عار ملطاط، فرزند سکسک، فرزند وائل، فرزند حمیر، فرزند سبا، فرزند یشجب، فرزند یعرب، فرزند قحطان، فرزند هود، فرزند رهگذر، فرزند شالح، فرزند أرفخشد، فرزند سام، فرزند نوح بوده است؛ و او پادشاهی از شاهان حمیر است که همه از عرب عاربه بودند و عرب عرباء هم نامیده شده‌اند؛ و ذوالقرنین تبعی بوده صاحب تاج، و چون به سلطنت رسید نخست تجبر پیشه کرده و سرانجام برای خدا فروتنی کرده با خضر دوست شد؛ و کسی که گمان کرده ذوالقرنین همان اسکندر پسر فیلبس است اشتباه کرده، برای اینکه واژه «ذو» عربی است و ذوالقرنین از لقب‌های عرب برای پادشاهان یمن است، و اسکندر لفظی است رومی و یونانی.
2. ابو جعفر طبری گفته: خضر در روزهای فریدون پسر ضحاک بوده البته این دیدگاه عموم علمای اهل کتاب است، ولی بعضی گفته‌اند در روزهای موسی بن عمران، و بعضی دیگر گفته‌اند در سرآغاز لشکر ذوالقرنین بزرگ که در زمان ابراهیم خلیل بوده قرار داشته است؛ و این خضر در سفرهایش با ذوالقرنین به چشمه حیات برخورده و از آن نوشیده است، و به ذوالقرنین اطلاع نداده. از همراهان ذوالقرنین نیز کسی خبردار نشد، برآیند اینکه تنها خضر جاودان شد، و او به باور علمای اهل کتاب همین الان نیز زنده است؛ ولی دیگران گفته‌اند: ذوالقرنینی که در عهد ابراهیم بوده همان فریدون پسر ضحاک بوده، و خضر در سرآغاز لشکر او بوده است.
3. ابو محمد عبد الملک بن هشام در کتاب تیجان که در معرفت ملوک زمان نوشته بعد از ذکر حسب و نسب ذوالقرنین گفته است: ذکر حسب و نسب ذوالقرنین گفته است: وی تبعی بوده دارای تاج. در آغاز سلطنت ستمگری کرد و در پایان فروتنی پیشه گرفت، و در بیت‌المقدس به خضر برخورده با او به مشارق زمین و مغارب آن سفر کرد و همانگونه که خدای تعالی فرموده همه رقم اسباب سلطنت برایش فراهم شد و سد یاجوج و ماجوج را بنا نهاد و در پایان در عراق از جهان رفت؛ و ولی اسکندر، یونانی بوده و او را اسکندر مقدونی می‌گفتند، و مجدونی‌اش نیز خوانده‌اند، از ابن‌عباس پرسیدند ذوالقرنین از چه نژاد و آب خاکی بوده؟ گفت: از حمیر بود و نامش صعب بن ذی مرائد بوده، و او همان است که خدایش در زمین مکنت داده و از هر سببی به وی ارزانی داشت، و او به دو سده آفتاب و به رأس زمین رسید و سدی بر یاجوج و ماجوج ساخت. بعضی به او گفتند: پس اسکندر چه کسی بوده؟ گفت: او مردی حکیم و درستکار از اهل روم بود که بر کناره دریا در آفریقا مناری ساخت و سرزمین رومه را گرفته به دریای عرب آمد و در آن دیار آثار بسیاری از کارگاه‌ها و شهرها بنا نهاد. از کعب الاحبار پرسیدند که ذوالقرنین که بوده؟ گفت: قول درست نزد ما که از احبار و پیشینیان خود شنیده‌ایم این است که وی از قبیله و نژاد حمیر بوده و نامش صعب بن ذی مرائد بوده، و ولی اسکندر از یونان و از دودمان عیصو فرزند اسحاق بن ابراهیم خلیل بوده؛ و رجال اسکندر، زمان مسیح را درک کردند که از آن میان ایشان جالینوس و ارسطاطالیس بوده‌اند؛ و همدانی در کتاب انساب گفته: کهلان بن سبا صاحب فرزندی شد به نام زید، و زید پدر عریب و مالک و غالب و عمیکرب بوده است. هیثم گفته: عمیکرب فرزند سبا برادر حمیر و کهلان بود. عمیکرب صاحب دو فرزند به نام ابو مالک فدرحا و مهیلیل گردید و غالب دارای فرزندی به نام جنادة بن غالب شد که پس از مهیلیل بن عمیکرب بن سبا سلطنت یافت؛ و عریب صاحب فرزندی به نام عمرو شد و عمرو هم دارای زید و همیسع گشت که ابا الصعب کنیه داشت؛ و این ابا الصعب همان ذوالقرنین نخست است، همدانی سپس می‌گوید: (علمای همدان می‌گویند: ذوالقرنین اسمش صعب بن مالک بن حارث الاعلی فرزند ربیعة بن الحیار بن مالک، و دربارهٔ ذوالقرنین گفته‌های زیادی هست؛ و این کلامی است فراگیر، و از آن بهره‌گیری می‌شود که نخست فرنام ذوالقرنین مختص به شخص مورد بحث نبوده بلکه پادشاهانی چند از ملوک حمیر به این نام ملقب بوده‌اند، ذوالقرنین نخست، و ذو القرنین‌های دیگر؛ و دوم ذوالقرنین نخست آن کسی بوده که سد یاجوج و ماجوج را پیش از اسکندر مقدونی به چند سده بنا نهاده و معاصر با ابراهیم خلیل یا پس از او بوده - و مقتضای آنچه ابن هشام آورده که وی خضر را در بیت‌المقدس زیارت کرده همین است که وی پس از او بود، چون بیت‌المقدس چند سده پس از ابراهیم و در زمان داوود و سلیمان ساخته شد. پس به هر روی ذوالقرنین هم پیش از اسکندر بوده. افزون بر اینکه تاریخ حمیر تاریخی مبهم است؛ و اینکه اگر او عرب بود بی‌گمان باید اطلاعات کامل تری از او در زمان پیامبر وجود می‌داشت بنا بر آنچه مقریزی آورده گفتار در دو جهت باقی می‌ماند. یکی اینکه این ذوالقرنین که تبع حمیری است سدی که ساخته در کجا است؟. دوم اینکه آن امت مفسد در زمین که سد برای جلوگیری از تباهی آن‌ها ساخته شده چه امتی بوده‌اند؟ و آیا این سد یکی از همان سدهای ساخته شده در یمن، یا پیرامون یمن، از قبیل سد مارب است یا نه؟ چون سدهایی که در آن نواحی ساخته شده برای اندوخته ساختن آب برای آشامیدن، یا کشاورزی بوده است، نه برای جلوگیری از کسی. افزون بر اینکه در هیچ‌یک آن‌ها تکه‌های آهن و مس گداخته به کار نرفته، در حالی که قرآن سد ذوالقرنین را اینچنین معرفی نموده؛ و آیا در یمن و حوالی آن امتی بوده که بر مردم هجوم برده باشند، با اینکه همسایگان یمن به جز همانند قبط و آشور و کلدان و… کسی نبوده، و آن‌ها نیز همه ملت‌هایی متمدن بوده‌اند؟. یکی از بزرگان و پژوهشگران معاصر ما این قول را تأیید کرده، و آن را چنین توجیه می‌کند: ذوالقرنین یادشده در قرآن صدها سال پیش از اسکندر مقدونی بوده، پس او این نیست، بلکه این یکی از ملوک درستکار، از پیروان اذواء از ملوک یمن بوده، و از عادت این تیره این بوده که خود را با واژه «ذی» فرنام می‌دادند، برای نمونه می‌گفتند: ذی همدان، یا ذی غمدان، یا ذی المنار، و ذی الاذغار و ذی یزن و همانند آن؛ و این ذوالقرنین مردی مسلمان، یکتاپرست، دادگر، نیکو سیرت، قوی، و دارای هیبت و شکوه بوده، و با لشکری بسیار انبوه به طرف باختر رفته، نخست بر مصر و سپس بر ما بعد آن مستولی شده، و آنگاه همچنان در کناره دریای سفید به سیر خود ادامه داده تا به کناره اقیانوس غربی رسیده، و در آنجا آفتاب را دیده که در عینی حمئة یا حامیه فرومی‌رود. سپس از آنجا رو به خاور نهاده، و در راه خود آفریقا را بنا نهاده. مردی بوده بسیار حریص و خبره در بنائی و عمارت؛ و همچنان سیر خود را ادامه داده تا به شبه جزیره و صحراهای آسیای وسطی رسیده، و از آنجا به ترکستان، و دیوار چین برخورده، و در آنجا قومی را یافته که خدا میان آنان و آفتاب ساتری قرار نداده بود.

.
.
- سید هبة الدین شهرستانی (روحانی سرشناس و مفسر و محقق شیعه عراقی) با استناد به تصریح برخی منابع کهن (همچنین اختلاف تاریخ‌هایی که در برخی زیج‌های کهن در زمینه مبدأ تاریخ ذوالقرنین در تقویم‌نگاری‌ها وجود داشته است) بیان می‌دارد که اسکندر ذوالقرنین، فردی به غیر از اسکندر مقدونی بوده است و ذوالقرنین حدود ۳۰۰ سال قبل از مقدونی می‌زیسته است.[۵۷] جالب است که فاصله بین تولد کوروش کبیر هخامنشی و مرگ اسکندر مقدونی، حدود ۲۸۰ سال است.
- برخی افراد دیگر از محققین معاصر حوزوی (مانند آیه الله مرتضی رضوی و شیخ کاظم یزدانی) هم قائل به نظریه "یکی از پادشاهان قدیم بین النهرین (یکی از پادشاهان آشور)" هستند و مصداق یاجوج و ماجوج را از سکاهای مهاجم مربوط به حوالی 4000 سال پیش دانسته اند.[۵۸][۵۹]
- این نکته را هم بایستی لحاظ کرد که نام (یا لقب) اسکندر، در تاریخ منحصر به اسکندر مقدونی (فرزند فیلیپ) نبوده است؛ مثلاً حدود ۹۵۰ سال قبل از اسکندر مقدونی، شاهد وجود یک پادشاه به نام Alaksandu در ناحیه Wilusa در کشور هیتی باستان (در ترکیه امروزی) هستیم. یا هومر (شاعر یونان باستان که زمانه او را در حدود ۶۰۰ سال قبل از اسکندر مقدونی تخمین می‌زنند)، در اشعار خود از فردی به نام اسکندروس ایلیاد (یا همان پاریس تِروی) نام برده است. خودِ اسکندرِ مقدونی را هم به نام «اسکندر سوم» در تاریخ یونان می‌شناسند زیرا قبل از او، دو اسکندر دیگر در سلسله پادشاهان مقدونیه (اسکندر یکم مقدونی در حدود ۱۲۰ سال قبلتر و اسکندر دوم مقدونی در حدود ۵۰ سال قبلتر از اسکندر سوم) وجود داشته است. جالب است که اسکندر یکم مقدونی، یک دست نشانده برای حکومت هخامنشیان در زمان خشایارشا بوده است. این امر ارتباطی تاریخی بین «وقوع لقب اسکندر برای یک حکمران» در آن برهه تاریخی و «دوره و زمانه هخامنشیان» ایجاد می‌کند؛ لذا می‌توان این احتمال را مطرح نمود که «اسکندر»، یک عنوان حکومتی (مانند دیگر القاب پرکاربرد برای حکمرانان در تاریخ باستان در دیگر حکومتها مانند: اردشیر یا قیصر یا خسرو یا امیر یا سلطان یا فرعون یا ملک) بوده است؛ لذا روایتهای تاریخی یا فولکلور که ذوالقرنین را «یک اسکندر» می‌دانند، در واقع ممکن است صرفاً بیانگر این باشد که او یک پادشاه بزرگ یا فاتح یا شایسته چنین القابی بوده است. در فارسنامه ابن بلخی (قرن ششم هجری قمری) هم ذکر شده که «اسکندر لقبی است همچون قیصر یا کسری و معنی آن ملک است».[۶۰] لذا از این طریق می‌توان پیشنهاد نمود که تضادّی بین روایتهای تاریخی یا فولکلور که بیانگر "یک اسکندر" در ماجرای ذوالقرنین است با "کوروش بودن ذوالقرنین" وجود ندارد: زیرا می‌توان پیشنهاد نمود که شاید مردمان آناتولی، به جای لفظ "ارتخشتره (اردشیر، پادشاه بزرگ)"، از لفظِ بومیِ خودشان (یعنی اسکندروس) برای یادکرد از پادشاه بزرگ و فاتح زمانشان استفاده کرده بوده‌اند و سپس بعد از کوروش، این چنین یادکردِ بومی، وارد فولکلور آنها شده باشد (و یا در زمان رونق کتابخانه بطلمیوسی اسکندریه در چند قرن بعد، تعمداً روایتهای فتوحات پادشاه بیگانه، برای شاهِ مقدونی، بازتنظیم و بازروایت شده باشند). این احتمال منطقی، قابل طرح است. نکته مرتبط دیگر اینکه حمدلله مستوفی در نزهه القلوب ضمن یادکرد از کوروش (با تصحیف کوشک)، بیان می‌کند که "فارسیان او را گودرز اشغانی (اشکانی) می‌خوانند".[۶۱] به وضوح در این نقل حمدالله مستوفی، خلط احساس می‌شود ولی نکته مهم اینجاست که بین واژه گودرز و واژه کوروش (تصحیفاً کوشک)، هم مصداقی تاریخی ادعا کرده است. این امر مهم است زیرا واژه گودرز را می‌توان از حیث زبان‌شناسی، دارای بن‌های مشابه هند و اروپایی با واژه اسکندر دانست[۶۲] و از این حیث، می‌توان گفت که نقلی از حمدالله مستوفی داریم که از طریق آن به نحوی از انحاء، بین واژگان «اسکندر»، «گودرز» و «کوروش» پلهای زبانی-تاریخی-واژگانی برقرار می‌شود.
- از معاصرین هم دکتر جلال الدین کزازی با استدلالهایی بیان می کند که شخصیت اسکندر در ادبیات فارسی، حاصل ترکیب دو شخصیت مجزای "خاوریِ معنوی" و "تاریخیِ مقدونی" است و سپس آن شخصیتِ خاوریِ معنوی را از طریق مفهوم ذوالقرنین، و نظریه ابوالکلام آزاد، با کوروش مرتبط می دانند.[۶۳][۶۴]

## نظر ابن سینا در زمینه ذوالقرنین و اختراع علم منطق
معروف است که ابن سینا، اسکندر مقدونی را مصداق ذوالقرنین دانسته است. تحقیق در آثار بوعلی و دیگر آثاری که چنین ادعایی را به نقل از او مطرح کرده‌اند نشان می‌دهد که هیچ جا در متن آثار بوعلی (در متن خود بوعلی، منظور است و البته نه پاورقی شارحین)، صحبتی از یکسانی اسکندر مقدونی و ذوالقرنین وجود ندارد، مگر بیت زیر:
ميراثُ ذي القرنين لمّا سَألا
وزيره العالم حتى يعملا
این بیت (که در وصف علم منطق سروده شده و علم منطق را میراث ذوالقرنین دانسته که به درخواست او توسط وزیر دانشمندش فراهم آمده و اختراع شده است)، تنها منبع اصلی برای این انگاره فوق‌الذکر است. اما در این بیت هم، نامی از اسکندر و نامی از مقدونی و نامی از ارسطویِ یونانیِ شاگرد افلاطون، نیست. به صِرف تطبیق و تطابق شعر بوعلی با حکایتِ مشهورِ اختراعِ علم منطق توسط ارسطوی یونانی و تقدیم آن به مقدونی، این انگاره شکل گرفته که "بوعلی، اسکندرِ مقدونی را همان ذوالقرنین دانسته است".
درحالیکه طبق برخی اقوال کهن اسلامی و عربی، مخترعِ علمِ منطق، یک دانشمند عالی مقام (ارسطا+طالیس = بلندمرتبهٔ حکیم) از ناحیه اصطخر ایران (یعنی حوالی تخت جمشید و پاسارگاد) در زمان اردشیر کیانی (احتمالا بهمن اردشیر کیانی، تطبیقا طبق نقل عبرانیان از کیستی بهمنِ کیانی: همان کوروش هخامنشی) بوده است.
طبق تحقیقات جدید بین‌المللی در زمینه تاریخ منطق و ریاضیات هم، پیشینه علم منطق به سالیانِ سال قبل از تولد ارسطوی یونانی و سالیانِ سال قبل از تولد اسکندر مقدونی بر می‌گردد. ردپای منطق را در حوالی قرن ۵ و ۶ پیش از میلاد در خاورمیانه (فلسفه و منطق پیشاسقراطی) و هند (منطق هندی) یافته‌اند و حال آنکه مقدونی و ارسطوی یونانی، مربوط به قرن ۴ قبل از میلاد هستند.

## زمانه ذوالقرنین و تصنیف اول کلیله و دمنه
ابن مقفع در مقدمه تصنیف عربی کلیله و دمنه نکته ای را بیان می‌کند که جالب توجه است. او می‌گوید که سبب تألیف کتاب کلیله و دمنه در هند باستان این بوده است که: «پس از پیروزی ذوالقرنین بر ملک هند (فور هندی)، او یک خلیفه بر هند می‌گمارد و خود به سوی صین و دیگر بلاد برای ادامه فتوحاتش می‌رود. مردم هند تحمل و طاقت نداشتند که فردی به غیر از نژاد و اهل خودشان بر ایشان حاکم و سلطان باشد؛ لذا خلیفه ذوالقرنینی را خلع می‌کنند و ملِکی از فرزندان ملوک خویش را به جای او بر خود حاکم می‌کنند (که نامش دبشلیم بود). این ملک دبشلیم به ظلم و جور می‌پردازد و مردمان را از کرده خویش پشیمان می‌کند. فیلسوفی از حکیمان هند در همان موقع (به نام بیدبا) تدبیر این مشکل می‌کند و برای پند و اندرز و نصیحت این ملِک دبشلیم (به صورت غیر مستقیم و از زبان حیوانات) مجموعه داستانهای کلیله و دمنه را تصنیف می‌کند و می‌آفریند».
این نقل بسیار مهم است، چون قریب به ۱۲۰۰ سال پیش، ابن مقفع عملاً می‌گوید که تصنیف کلیله و دمنه، تقریباً همزمان با زمان ذوالقرنین بوده است. صحبت از فلاسفه و حکماء برهمایی (مشخصاً بیدبا و شاگردانش) در این نقل نشان می‌دهد که این امر مربوط به زمان شکوفایی فلسفه و مدارس فلسفی و مشخصاً برهمایی در جهان باستان بوده است. چون می‌دانیم تأسیس مذهب بودایی (مقدم بر مذهب فعلی برهمایی) و شکوفایی مکاتب فلسفی در قرن ۶ قبل از میلاد (تقریبا همزمان با زمانه کوروش هخامنشی) رخ داده است، می‌توان احتمال داد که منظور از ذوالقرنین در نقل منعکس در کلام ابن مقفع، یکی از پادشاهان هخامنشی (شاید کوروش) بوده باشد و نقل مشهور که تصنیف اول کلیله و دمنه را در هند در زمان معاصر ساسانیان می‌داند، اینگونه به نقد کشیده می‌شود.
طبق علم تاریخ تمدن هم، اولین زمان شکوفایی مکاتب و مدارس فلسفی و نگارش مجموعه‌هایی حکمی و تاریخی و داستانی (شبیه به کلیله و دمنه)، قرن ۶ قبل از میلاد است.

## نظریه مولانا ابوالکلام آزاد
مولانا ابوالکلام آزاد (وزیر فرهنگ سابق هند) تفسیری به زبان اردو بر قرآن کریم دارد، و در این تفسیر ذوالقرنین را که در قرآن از آن نام برده شده، همان کوروش هخامنشی می‌داند؛ و اما بخش‌هایی از این کتاب:
اکنون اوصاف اخلاقی ذوالقرنین در برابر ماست؛ نخستین آن دادگری و رعیت نوازی است، ببینیم این صفت تا چه حد در زندگی کوروش کبیر وارد است.
قرآن می‌فرماید: سرنوشت این قوم در دست توست، تو می‌توانی آنان را مجازات کنی یا اینکه ببخشی و به نیکی گرایی. مقصود از این طایفه همان قومی است که بدون دلیل به کوروش حمله بردند و بالاخره نتیجه نگرفتند و کوروش فاتح شد، البته می‌توانست و می‌بایستی آنان را مجازات نماید.
مورخان یونان عموماً عقیده دارند که کارهای کوروش پس از فتح لیدی نه تنها توأم با دادگستری بود بلکه بسی بالاتراز آن می‌نمود؛ همه بخشش و داد و بزرگواری بود، کوروش تا پایه داد نایستاد بلکه از آن مقام نیز فراتر رفت.
مورخان یونان می‌گوید کوروش کبیر فرمان داد که لشکریان جز با سپاهیان دشمن، با هیچ‌کس با اسلحه روبه رو نشوند، همین‌طور هم کردند.

در قرآن آمده است که ذوالقرنین گفت «و سنقول له من امر یسرا» یعنی اگر کسی نیکویی کرد، خواهید دید که در برابر از طرف من به او به سختی و به بدی رفتار نخواهد شد. مورخان یونان عموماً به حقیقت این مطلب ایمان دارند و می‌نویسند که کوروش کبیر با همه به نیکی و داد رفتار کرد؛ مردم را زیر بار خراج گران و مالیات‌های سنگین که از طرف پادشاهان بر دوش رعیت نهاده شده بود نجات داد. آسان گرفتن کوروش در کارها و مهربانی او دوره جدیدی در آسایش و رفاه قاطبه مردم پدیدآورد(کوروش کبیر).
.
- تطابق ذوالقرنین با کوروش کبیر

ابوکلام و مورخینی که اعتقاد دارند ذوالقرنین همان کوروش کبیر است دلایل عمده زیر را مطرح می‌کنند:مطابقت صفات کوروش در منابع تاریخی یونانی و منابع دینی کتب مقدس * مجسمه کوروش* مسافرتها و فتوحات او* سؤال کنندگان از پیامبر در مورد ذوالقرنین*دلایل ابطال افراد دیگری که منسوب به ذوالقرنین شده‌اند.
1. اشاره به ذوالقرنین در عهد عتیق

سؤال کنندگان دربارهٔ ذوالقرنین از پیامبر طبق روایاتی که در شان نزول آیات آمده یهود بوده‌اند، یا قریش به تحریک یهود؛ و به این داستان پیش از اسلام و در کتاب یهودیان اشاره شده و تعبیر آن پادشاه ماد و فارس ذکر شده است. به قسمت داستان ذوالقرنین در عهد عتیق توجه کنید.
1. ذوالقرنین و مجسمه کوروش با تاجی دارای دوشاخ

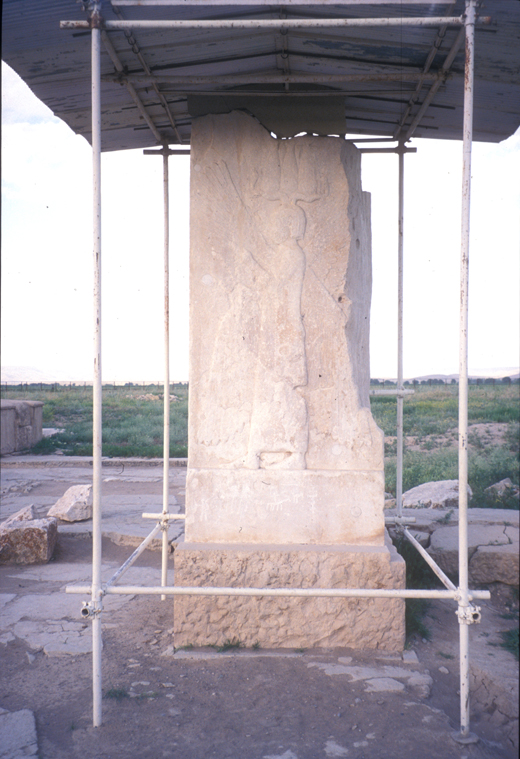
برجسته‌کاری کوروش در پاسارگاد که دو شاخ را در بالای سر کوروش نشان می‌دهد.

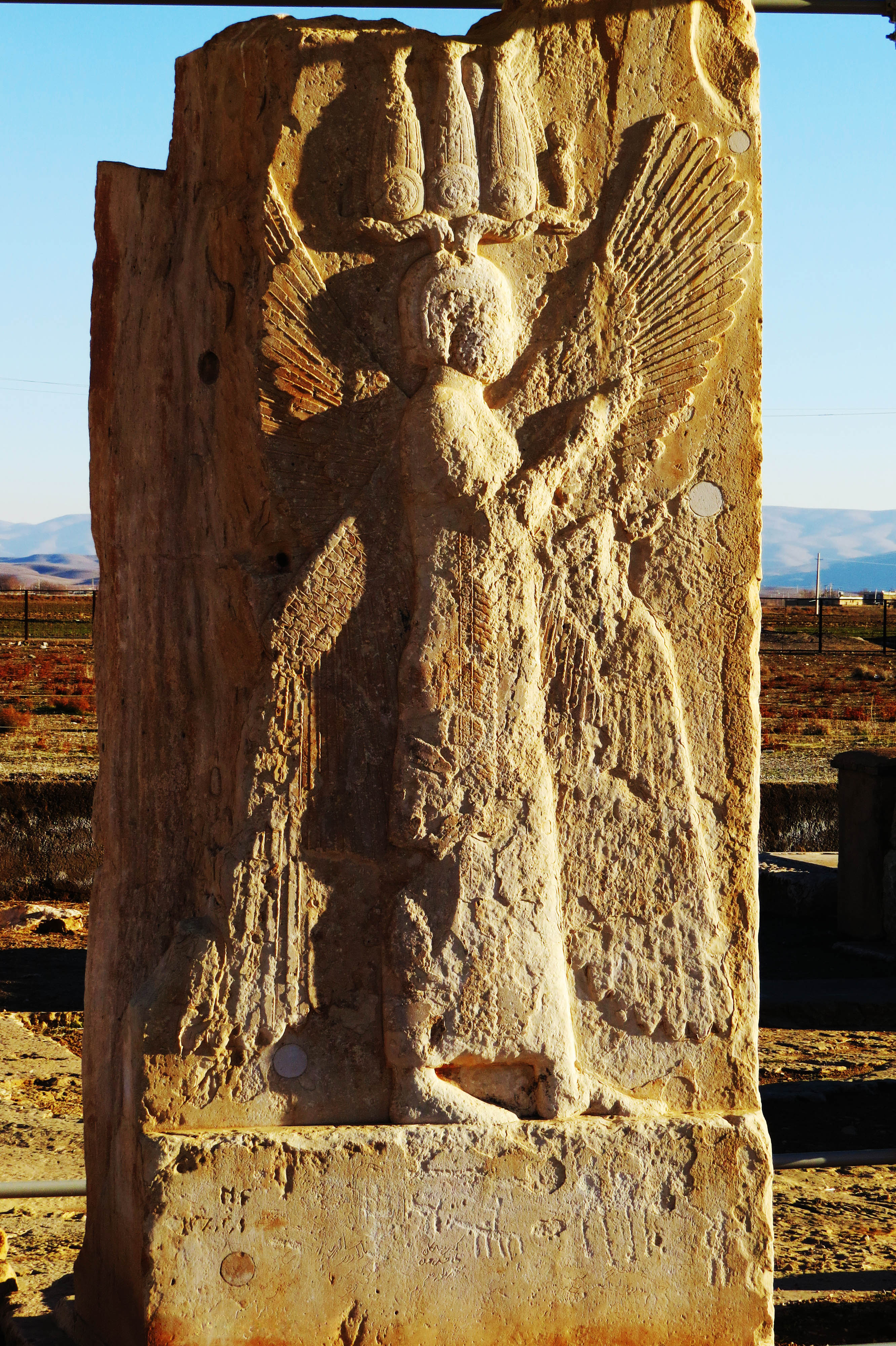

در قرن نوزدهم میلادی در نزدیکی استخر در کنار نهر مرغاب مجسمه ای از کوروش کشف شد که تقریباً به قامت یک انسان است، و کوروش را در صورتی نشان می‌دهد که دو بال همانند بال عقاب از دو جانبش گشوده شد، و تاجی به سر دارد که دو شاخ همانند شاخ‌های قوچ در آن دیده می‌شود. از تطبیق مندرجات کتاب مقدس با مشخصات این مجسمه این احتمال در نظر این مورخان کاملاً قوت گرفت که نامیدن کوروش به ذو القرنین (صاحب دو شاخ) از چه ریشه‌ای مایه می‌گرفت، و همچنین چرا مجسمه سنگی کوروش دارای بالهایی همچون بال عقاب است، و به این ترتیب بر گروهی از دانشمندان مسلم شد که شخصیت تاریخی ذو القرنین از این طریق کاملاً آشکار شده است.
1. دادگری کوروش

هردوت مورخ یونانی می‌نویسد: کوروش فرمان داد تا سپاهیانش جز به روی جنگجویان شمشیر نکشند، و هر سرباز دشمن که نیزه خود را خم کند او را نکشند، و لشکر کوروش فرمان او را اطاعت کردند به‌طوری‌که توده ملت، مصائب جنگ را احساس نکردند. هرودت در ادامه می‌نویسند: کورش پادشاهی کریم و سخی و بسیار ملایم و مهربان بود، و مانند دیگر پادشاهان به اندوختن مال حرص نداشت بلکه نسبت به کرم و عطا حریص بود، ستمدیدگان را از عدل و داد برخوردار می‌ساخت و هر چه را متضمن خیر بیشتر بود دوست می‌داشت.
مورخ دیگر «ذی نوفن» می‌نویسد:کوروش پادشاهی خردمند و مهربان بود و بزرگی ملوک با فضائل حکما در او جمع بود، همتی فائق و وجودی غالب داشت، شعارش خدمت انسانیت و خوی او بذل عدالت بود، و تواضع و سماحت در وجود او جای کبر و عجب را گرفته بود.
در کتاب سیاست اثر ارسطو، در ضمن برشمردن انواع ممکن برای برخی حکومتها (مدافع ملی، آزادبخش، مبتنی بر غلبه و مبتنی بر محافظت)، بیان می‌دارد که کوروش نمونه حاکم آزادی‌بخش است.
در کتاب ایرانیان (اثر آشیل آیسخولوس یونانی) از زبان داریوش بیان شده که «خدای بزرگ اراده کرد که حکومت یکپارچه بر کل ملتهای آسیا ایجاد شود. ماد اولین حکمران در این زمینه بود و سپس فرزندش با خردمندی این حکمرانی را ادامه داد و سپس سومین نفر کوروش که درود بر او باد بود که به قدرت رسید و صلح را برای مردمانش به ارمغان آورد. او به دلیل نیک اندیشی راستینه اش با حمایت خدایان پیروز شد». در این بیان کهن از آیسخولوس چهار نکتهٔ «صلح»، «اراده و حمایت الهی»، «پیروزی» و «نیک اندیشی راستینه» به کوروش نسبت داده شده است که متناسب با اوصاف ذوالقرنین است.
در تفسیر قرآن ابوالفتح رازی آمده است: خدای تعالی بر زبان بعضی پیغمبران امر کرد پادشاهی را از پادشاهان پارس نام او کورش و او مردی مؤمن بود. و نیز روایتی است از جعفر صادق که از میان پادشاهان دنیا ذوالقرنین و سلیمان دو مؤمن بودند که بر زمین حکومت کردند….
انطباق لشکرکشی‌های کوروش با لشکرکشی‌های سه‌گانه ذوالقرنین
از همه گذشته کوروش سفرهایی به شرق غرب و شمال انجام داد که در تاریخ زندگانیش به‌طور مشروح آمده است، و با سفرهای سه‌گانه‌ای که در قرآن ذکر شده قابل انطباق می‌باشد.
نخستین لشکرکشی کوروش به کشور لیدیا که در قسمت شمال آسیای صغیر قرار داشت صورت گرفت، و این کشور نسبت به مرکز حکومت کوروش جنبه غربی داشت. اگر نقشه ساحل غربی آسیای صغیر را جلو روی خود بگذاریم خواهیم دید که قسمت اعظم ساحل در خلیجک‌های کوچک غرق می‌شود، مخصوصاً در نزدیکی ازمیر که خلیج صورت چشمهایی به خود می‌گیرد. قرآن می‌گوید ذو القرنین در سفر باختری‌اش احساس کرد خورشید در چشمه گل آلودی فرومی‌رود. این صحنه همان صحنه‌ای بود که کوروش به هنگام فرورفتن قرص آفتاب (در نظر بیننده) در خلیجک‌های ساحلی مشاهده کرد. (بعضی گمان کرده بودند منظور قرآن این است که خورشید در گل و لای غروب می‌کند!)
دومین لشکرکشی کوروش به جانب خاور بود، چنان‌که هردوت می‌گوید: این هجوم خاوری کوروش پس از فتح لیدیا صورت گرفت، مخصوصاً طغیان بعضی از قبایل وحشی بیابانی کوروش را به این حمله واداشت. قرآن لشکرکشی دوم ذوالقرنین را اینطور تشبیه می‌کند: (حتی اذا بلغ مطلع الشمس وجدها تطلع علی قوم لم نجعل لهم من دون‌ها سترا) که اشاره به سفر کوروش به منتهای خاور است که مشاهده کرد خورشید بر قومی طلوع می‌کند که در برابر تابش آن سایبانی ندارند اشاره به اینکه آن قوم بیابانگرد و صحرانورد بودند.
سومین لشکرکشی کوروش به سوی شمال، به طرف کوه‌های قفقاز بود، تا به تنگه میان دو کوه رسید، و برای جلوگیری از هجوم اقوام وحشی با درخواست مردمی که در آنجا بودند در برابر تنگه سد محکمی بنا کرد.
این سد را در کتب ارمنی از زمان قدیم به «بهاک گورایی» خوانده‌اند و «کابان گورایی» هم می‌گویند معنی هر دو کلمه یکی است و همان معنی «دربند کوروش» یا «گذرگاه کوروش» می‌دهد؛ زیرا کور قسمتی از نام کوروش است آیا تنها همین شهادت واقعی که الساعه هم وجود دارد نمی‌تواند کفایت کند که سد مزبور را کوروش بنا کرده است؟

## تناسب شناسی تاریخ تمدن و نظریه ابوالکلام

### تناسب ویژگی های جغرافیایی و جمعیتی حکومت کوروش با حکومت ذوالقرنین
پیِر برایان (مستشرق، ایران‌شناس و هخامنشی‌شناس فرانسوی) بیان می‌دارد که حکومت هخامنشیان، یک نقطه خاص از تاریخ است. نه قبل از آن و نه بعد از آن، حکومتی را نمی‌یابیم که کل گستره مغربی و مشرقی (در اطراف خاورمیانه) را ذیل یک حکمرانی واحد درآورده باشد (نقل به مضمون).
تقریباً حداقل ۴۴ درصد از کل جمعیتِ آن روز کره زمین در زمان باستان، تحت حکومت هخامنشی قرار داشتند که این موضوع سبب می‌شود حکومت هخامنشی را یک رکورددار در کل طول تاریخ تا کنون (از حیث بزرگ‌ترین حکومت تاریخ بر اساس درصد سهم از کل جمعیتِ روزِ جهان در برهه آن حکومت) به‌شمار آوردند.

### تناسب تمدنی بین حکومت هخامنشیان و توصیفات ذوالقرنینی
بعد از ویل دورانت فرانسوی-آمریکایی، می توان Karl Jaspers آلمانی را یکی از افراد معروف دانست که به تاریخ تمدن (البته با عینک یک فیلسوف و انسان شناس) نگریسته است. کتاب مشهور او The Origin and Goal of History که در سال 1958 توسط دانشگاه Yale منتشر شد، در این زمینه معروف است. او در کتاب خود، به قضاوت های صریحی بین بازیگران تاریخی (یعنی تمدن ها، ملتها، کشورها و فرهنگها) می پردازد. این امر سبب می شود که بتوان کار جالبی با کتاب او کرد: در لیستها و قضاوتهایی که او در کتابش کرده است، مواردی هست که به نحوی به اوصاف تمدنی یا کارهای تمدنی مرتبط است. البته این محقق آلمانی، نه حرفی از ذوالقرنین در این کتاب زده و نه کاری به آن داشته است. اما وقتی صحبت از "امپراطوری"، "انقلاب تمدنی"، "ابرقهرمان حماسی" و "شرق و غرب قدرت در دنیای باستان" می کند، بالاخره می توان گفت که ناخواسته، به ما در شناسایی ردپای باستانی-تمدنیِ ذوالقرنین (و یافتن او در پهنه تاریخ شناخته شده باستان) کمک کرده است.

### دین کوروش هخامنشی
برخی پژوهشگران، طبق شواهدی، کوروش را باورمند به اهورامزدا دانسته اند. برخی دیگر او را پیرو برخی ادیان دیگر در ایران باستان تلقی کرده اند. در استوانه کوروش، او را به صورت ستاینده خداوند بزرگ در دین بابلیان (یعنی ستاینده مردوک) توصیف نموده اند.  از سوی دیگر، طبق گزارش های عبرانی (و تواریخ کهن عربی و عجمی) می دانیم که رابطه خوب و وثیقی بین کوروش و دانیال (از پیامبران بنی اسرائیل) وجود داشته است و حتی طبق منابع عهدینی و اسلامی، کوروش را "مومن" و "مسح شده خدا" و احیاناً ذوالقرنین دانسته اند.
اگر بخواهیم بین تمامی موارد بالا جمع کنیم، بایستی توجه کرد که وحدت دعوت باستانی ادیان (چه از منظر الهیات مسیحی، چه از منظر الهیات اسلامی و چه از منظر مطالعات مدرن ادیان (مانند پژوهش های الیاده)) مفهومی کاملاً تعریف شده و وجود تاریخی آن توسط اکثریت محققین پذیرفته شده است. لذا می توان کوروش کبیر هخامنشی را یکی از پیشگامانِ مفهومِ الهیاتیِ وحدت دعوت باستانی ادیان دانست. به نظر می رسد که کوروش تعمد داشت که بین ادراکها از اهورامزدا (در ایران)، مردوک (در بابل)، تنگری (در شمال شرق آسیا) و یهوه (در بین اقوام سامی و عبرانی)، جمع کند  و این با رویکرد مفهوم وحدت دعوت ادیان توحیدی قابل توضیح است.

## سد ذوالقرنین

### دیوار چین
تاریخدانان و تفسیرگران در این باره دیدگاه‌های متفاوتی در تطبیق داستان دارند:
- به بعضی از مورخان نسبت می‌دهند که گفته‌اند: سد یادشده در قرآن همان دیوار چین است. آن دیوار طولانی میان چین و مغولستان حائل شده، و یکی از پادشاهان چین به نام «شین هوانک تی» آن را بنا نهاده، تا جلو هجوم‌های مغول را به چین بگیرد. درازای این دیوار سه هزار کیلومتر و پهنا آن ۹ متر و بلندایش پانزده متر است، که همه با سنگ چیده شده، و در سال ۲۶۴ پیش از زادروز آغاز و پس از ده یا بیست سال خاتمه یافته است، پس ذوالقرنین همین پادشاه بوده؛ ولی این تاریخدانان توجه نکرده‌اند که اوصاف و مشخصاتی که قرآن برای ذوالقرنین ذکر کرده و سدی که قرآن بنایش را به او نسبت داده با این پادشاه و این دیوار چین تطبیق نمی‌کند، چون دربارهٔ این پادشاه نیامده که به باختر اقصی سفر کرده باشد، و سدی که قرآن ذکر کرده میان دو کوه واقع شده (بین الصدفین)، و در آن تکه‌های آهن و قطر، یعنی مس مذاب به کار رفته، چنان‌که در آیه آمده است: (آتونی زبر الحدید حتی اذا ساوی بین الصدفین قال انفخوا حتی اذا جعله نارا قال آتونی افرغ علیه قطرا). و دیوار بزرگ چین که سه هزار کیلومتر است از کوه و زمین همینگونه، هر دو می‌گذرد و میان دو کوه واقع نشده است، و دیوار چین با سنگ ساخته شده و در آن آهن و قطری به کاری نرفته و از طرف دیگر چینی‌ها هرگز یکتاپرست نبوده‌اند

### قفقاز فعلی
اکنون از مکانی که سد در آن بنا شده است بحث کنیم: این سد در محلی بین دریای خزر و دریای سیاه واقع شده است و جایی است که سلسله کوه‌های قفقاز مثل یک دیوار طبیعی راه بین جنوب و شمال را قطع می‌کند و فقط یک راه در تنگه میان این سلسله کوه‌ها وجود دارد، این راه را امروز به نام تنگه داریال می‌خوانند و در ناحیه ولادی کیوکز و تفلیس واقع شده است. هم‌اکنون نیز بقایای دیوار آهنی در این نواحی هست و مسلماً باید همان سد کوروش باشد. در سد ذوالقرنین گفته می‌شود که آهن زیاد به کار رفته و بین دو کوه نیز ساخته شده است، معبر داریال بین دو کوه بلند واقع شده و این سد نیز که آهن زیادی در آن دیده می‌شود در همین دره وجود دارد. از کتب ارمنی بهتر می‌توان شهادت گرفت زیرا بیشتر به وقایع از نزدیک آشنا بوده‌اند. این سد را در کتب ارمنی از زمان قدیم به «بهاک گورایی» خوانده‌اند و «کابان گورایی» هم می‌گویند معنی هر دو کلمه یکی است و همان معنی «دربند کوروش» یا «گذرگاه کوروش» می‌دهد؛ زیرا کور قسمتی از نام کوروش است آیا تنها همین شهادت واقعی که الساعه هم وجود دارد نمی‌تواند کفایت کند که سد مزبور را کوروش بنا کرده است؟
از منابع گرجستان نیز همین شهادت را می‌توان یافت در زبان گرجستان از قدیم این دروازه را به نام «دروازه آهنین» میانه خوانده‌اند و ترک‌ها آن را به دامر کپو (قاپو) ترجمه کرده‌اند و امروز هم به همین نام مشهور است. یکی از سیاحان یهودی مشهور موسوم به یوسف که در قرن اول میلادی می‌زیسته است از این سد نام می‌برد، پس از او «پروکوپیوس» مورخ در قرن ششم میلادی آن را دیده است و سپس یکی از همراهان سردار رومی «بلی سارس» نیز وقتی به این نقطه حمله برد (پانصد و بیست وهشت میلادی) این سد را به چشم دیده است.
از رود کوروش «کُر» هم قبلاً نام بردیم، یکی از رودهایی که از جبال قفقاز سرچشمه می‌گیرد به نام «کُر» خوانده می‌شود. در کتب ارمنی و حتی یادداشت‌های آنتونی جان کینسن که در سال ۱۵۵۷ میلادی به ایران آمد، این رود، رود سائرس(= کوروش) خوانده می‌شود.

### دژ دربند
استحکامات دربند دیوار سنگی بسیار بلندی بود که در زمان خسرو انوشیروان ساخته شد. طول آن چهل کیلومتر و از کوهستان تا کرانهٔ دریای خزر امتداد داشت و خط دفاعی بسیار مستحکمی در برابر سواران مهاجم به‌شمار می‌آمد.
این دیوار که از تخته سنگ‌های بسیار بزرگ ساخته شده بود بین هیجده تا بیست متر ارتفاع داشت. تعداد سی برج برفراز این دیوار قرار گرفته بود. این دیوار دارای «سه دروازهٔ آهنی» بود که یک دروازهٔ آن به دریا گشوده می‌شد.
ایستمی خان ترک، در زمان خسرو انوشیروان به ایران اعلان جنگ داد و قصد حمله به ایران را داشت ولی استحکامات دربند که ایرانیان در قرن پنجم میلادی برابر هیاطله پدیدآورده بودند در نظر ترکان غیرقابل گذر می‌نمود، از این رو حمله ترکان متوقف ماند.
در سال ۶۲۶ میلادی بار دیگر خاقانات غربی ترک جهت حمایت از بیزانس بطرف ایران حمله بردند. در این زمان جنگ شدیدی در جبهه‌های غرب ایران، مابین خسرو پرویز و هراکلیوس در جریان بود. ترکان این بار توانستند با فرماندهی خان بزرگ تون جبغو خان، ضمن حملات مداوم و پی در پی خطوط دفاعی دربند را شکسته و به سوی جلگه‌های قفقاز سرازیر شوند.

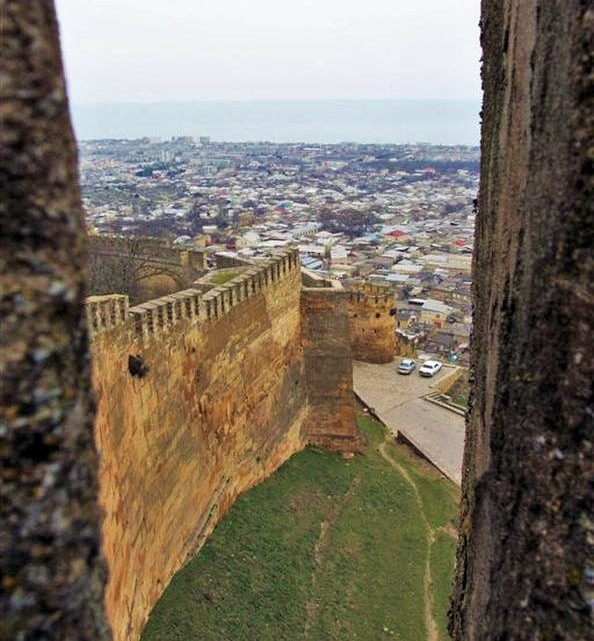
حصار دربند در قفقاز برای جلوگیری از هجوم خزرها به ایران در دوره باستان

در نظریه مولانا ابوالکلام آزاد از فردی سیاح و یهودی‌تبار به نام یوسف نام برده شده است که در قرن اول میلادی می‌زیسته و از این سد (سد ذوالقرنین) نام برده بوده و این مطلب از نظر زمانی با قرن پنجم میلادی که زمان ساخت استحکامات دربند می‌باشد تطابق ندارد. اگرچه دومین منبع ذکر شده توسط خود وی مربوط به پس از ساخت استحکامات دربند و مربوط به قرن ششم میلادی می‌باشد که «پروکوپیوس» مورخ در قرن ششم میلادی بیان کرده که سد را دیده است و سپس یکی از همراهان سردار رومی «بلی سارس» نیز وقتی به این نقطه حمله برد (پانصد و بیست وهشت میلادی) این سد را به چشم دیده است.

### شمال شرق آسیا یا ماورای آن
منابع جغرافیایی قرون وسطایی (اعم از لاتین، عربی و فارسی) مانند نقشه بورجیا، اطلس کاتالان، نقشه جهان ابن حوقل (در برخی نسخه‌ها)، نقشه جهان ادریسی، نقشه جهان مأمونی، ابن خلدون در کتاب المقدمه، سفرنامه ابن بطوطه و تقریباً تمامی منابع مشهور جغرافیای قدیم عربی و اسلامی، آدرس محل سد ذوالقرنین (سد یاجوج و ماجوج) را در منتهای شمال شرق اقالیم مسکونی جهان (یعنی احتمالاً منتهای شمال شرق آسیا یا ماورای آن) داده‌اند (می‌توانید برای نقشه‌های جغرافیایی قرون وسطایی عربی و لاتین به این یادکرد و برای ابن خلدون به کتاب المقدمه و برای ابن بطوطه به سفرنامه ابن بطوطه مراجعه فرمائید).
به نظر می‌رسد که علامه طباطبائی، آیه الله معرفت و آیه الله جوادی آملی، این نظریه را (یعنی سرزمین‌های شمال شرقی آسیا) در زمینه محل احتمالی سد، مورد توجه قرار داده‌اند. برای علامه طباطبائی به المیزان ذیل آیات ذوالقرنین در سوره کهف، برای آیه الله معرفت به کتاب نقد شبهات و برای آیه الله جوادی آملی به این یادکرد مراجعه فرمائید.
در نقشه بورجیا (یک نقشه جهان که احتمالاً حدود سال ۱۴۳۰ در جنوب آلمان تهیه شده)، شمال شرقی‌ترین بخش شامل دو منطقه مستحکم شده است که گوگ و ماگوگ (یاجوج و ماجوج) را به تصویر می‌کشد و این کتیبه لاتین در آن دیده می‌شود: «استان گوگ، جایی که یهودیان در دوران اردشیر، پادشاه پارسیان، در آن محصور بودند». این مسئله قابل بحث است که ممکن است در طول قرون متمادی، نوعی آمیختگی تدریجی بین روایتهای تاریخی مربوط به اردشیر و کوروش بزرگ رخ داده باشد.

### آلاسکا
طبق تعدادی از نقشه‌های قدیم جغرافیای اسلامی (مانند این مورد) و طبق آدرسی که ابن خلدون در کتاب المقدمه داده است، به نظر می‌رسد که یکی از آدرس‌هایی که در قدیم برای مکان سد ذوالقرنین داده شده، ماورای انتهای شمال شرق آسیا (یعنی سرزمین آلاسکا از طریق تنگه برینگ) بوده است. برخی محققین، این گزینه را برای محل سد ذوالقرنین مطرح نموده‌اند.

## قوم یاجوج و ماجوج
در قرآن و کتاب مقدس، به این قوم اشاره شده است، عمدتاً یاجوج و ماجوج را که در داستان ذوالقرنین سد بر روی آن‌ها بسته شده است، ساکنان منطقه شمال شرقی زمین در نواحی مغولستان (یا ماورای آن) دانسته‌اند.
یوسف فلاوی (نویسنده در روم باستان و زنده در حوالی میلاد مسیح) بیان می‌دارد که یونانیان به ماجوجی‌ها، «سکاهای اسکیت» می‌گفتند. لذا برخی از محققین قائل به همسانی یاجوج و ماجوج با برخی اقوام بدوی استپهای آسیایی (مشخصاً سکاها) شده‌اند.
ابن عبری، سخن از یک فرمانده نظامی به نام "فرنا ماجوجی (الفرنا الماجوجی)" در لشکر کمبوجیه (فرزند کوروش هخامنشی) می‌کند. همچنین گزارش‌هایی از خدمت سکاها در قوای نظامی هخامنشیان (در کنار سربازانِ دیگر مللِ امپراطوری هخامنشی) وجود دارد.
دانشمندان تاریخ و انساب قدیم (مانند نقل ابن خلدون و دیگران) یاجوج و ماجوج را از نژاد یافث بن نوح دانسته اند.
برخی از پژوهشگران قدیم و جدید (مانند آیه الله معرفت) ماساگت ها و اقوام مشابه ایشان را از مصادیق یاجوج و ماجوج احتمال داده اند.
برخی از متقدمین (مانند ابن کثیر، ابوالفداء، شهاب‌الدین زیدری نسوی، شبانکاره ای و به طریقی ضمنی عطاملک جوینی) و برخی از متاخرین (مانند طنطاوی جوهری)، مصداق یاجوج و ماجوج را در قوم مغول (و یا تاتارِ مغول و امثالهم ) جست و جو کرده اند.

## تعداد لشگریان ذوالقرنین
در روایات و تواریخ کهن اسلامی، عربی، عجمی و نقل‌های منابع کهن خاورمیانه ای، گزارش‌هایی از تعداد لشگریان ذوالقرنین بیان شده است. اکثر این گزارش‌ها اعدادی بین ۶۰۰ هزار تا بیش از یک میلیون نفر را شامل می‌شود (مانند این اقوال و روایات) از سوی دیگر، گزارش‌های متعدد یونانی از تعداد لشگریان پادشاهان مختلف هخامنشی (کوروش، داریوش و خشایارشا)، اعدادی بین ۶۰۰ هزار تا بیش از ۱ میلیون نفر را (هم در برخی موارد صراحتاً و هم در برخی موارد ضمنی) ارائه می‌کند. این تناسب مقادیر در دو گزارش (گزارش مربوط به ذوالقرنین و گزارش مربوط به لشگریان هخامنشی) مهم است، زیرا لشگرهای بیش از ۳۰۰ هزار نفر در تاریخ لشگرکشی‌های بشر از دوران باستان تا پیش از قرون میانه، بسیار نادر بوده است. این قرینهٔ مقداریِ مهم، می‌تواند نشانه مهمی برای ردیابی ردپای ذوالقرنین در تاریخ باشد.

## دیدگاه های کهن درباره مرگ ذوالقرنین
در منابع مختلف کهن، اقوال مختلفی درباره محل مرگ ذوالقرنین ذکر شده است:
1- در منتهای مشرق زمین (در برخی اقوالِ تواریخ کهن عربی و عجمی)
2- در سرزمینی در جنب یا ماورایِ سرزمین یاجوج و ماجوج در حوالی کوه قاف.
3- در سرزمینی به نام اَرمَن (شاید نبایستی با اِرمینیه آن را خلط نماییم).
4- اقصای غور
5- در اقاصی شمال در آنجا که روز به شب تبدیل می شود (در کتاب شمس العلوم از قرن 6 هجری قمری). احتمالا توصیفی از روزهای نواحی جنب قطب.
6- در شهرزور یا دیگر نواحی مملکت بابِل در عراق (در اسکندرنامه ها)
7- در اسکندریه مصر
8- او از دنیا نرفت بلکه عروج کرد یا ناپدید شد (در داستان کیخسرو و طبق همسانی های آن با برخی وجوه داستان ذوالقرنین).
9- در سرزمین ماساگتها (بر اساس همسانی کوروش و ذوالقرنین و یکی از روایتهای مرگ کوروش)
10- در سرزمین ایران (بر اساس همسانی کوروش و ذوالقرنین و یکی از روایتهای مرگ کوروش)
11- در شهری به نام بلخ یا بالخ یا بالق در شمال شرق قلمروی ایران (بر اساس طرحواره نبرد خیر و شر بین اشرار تورانی و خوبان ایرانی در چند اسطوره کهن ایرانی و ارتباط قائل شدن بین این طرحواره حماسی-اسطوره ای با داستان ذوالقرنین)
12- در کوهستان قاف و یا کوهستان آذربایجان و یا کوهستان آلتای (طبق اسطوره حماسی اغوزخان)

### جمع بندی
به نظر می رسد که درباره محل مرگ ذوالقرنین، این عناصر مشترک و دارای بسامد در اقوال مختلف مشاهده می شود:
1- دوردستها (چه منتهای مشرق، چه منتهای شمال، چه دشتهای دور در شمال شرق ایران و ...)
2- کوهستان
3- در سرزمین بیگانه یا در ستیز با بیگانگان و اشرار
4- در قلب سرزمین (در ایران یا عراق یا مصر)
همین تنوع روایت با همین عناصر اساسی را درباره موضوع مرگ کوروش، در منابع کهن و ارجاعات کهن، به نحوی شاهدیم.

## تأیید نظریه ابوالکلام توسط علمای دینی عرب معاصر
معمولاً علمای دینی عرب‌زبان به دلیل مخالفت با یهودیان علاقه کمی از خود نشان داده‌اند تا کوروش بزرگ را همان ذوالقرنین بدانند اما دکتر عبد المنعم النمر بالاترین مقام دینی (وزیر اوقاف و امور دینی مصر) و بزرگ‌ترین چهره اسلام‌شناس معاصر در مصر که مقاله تحقیقاتی وی راجع به کورش ذو القرنین در ماهنامه مشهور جهان عرب به نام مجله العرب شماره ۱۸۴ قبل از فوت ایشان منتشر گردید مورد توجه و بازتاب علمای ازهر واقع شد مقاله او در جهان عرب بازتاب و پذیرش قابل توجهی یافت. او پس از بیان دلایل ابوکلام آزاد و دلایل مفسرین قبلی نتیجه می‌گیرد که ابوالکلام آزاد استدلال‌های منطقی ارائه کرده است. بعد از مقاله عبدالمنعم النمر مقاله‌های دیگری نیز از سوی اسلام شناسان عرب در تأیید ابوکلام آزاد منتشر شده است.
دکتر عبدالمنعم همچنین یک نظریه جدید را که ادعا نموده است ذو القرنین همان فرعون توت آخن می‌باشد را نیز رد کرده و آن را مستند ندانسته است: که مورد توجه جهان عرب قرار گرفت.
بعد از عبد المنعم النمر مهم‌ترین شخصیت علمی و مذهبی جهان عرب صابر صالح زغلول در سال ۲۰۱۱ کتاب بسیار مفصل ۳۲۷ صفحه‌ای نوشته که دارالکتاب العربی للنشر و التوزیع - القاهرة آن را توزیع کرده است. تحت عنوان :"مؤسس الدولة الفارسیة وأبو إیران؛ حیاته و فتوحاته وهل هو ذوالقرنین" پایه‌گذار دولت پارس و پدر ایران- زندگی و پیروزی‌هایش و پایان کار آیا او ذو القرنین است؟" متفکر بزرگ جهان عرب نظرات مختلف راجع به ذوالقرنین را بیان نموده و از جمله به نگر و دیدگاه - ابوالکلام آزاد و عبد المنعم النمر و الشیخ الشعراوی می‌پردازد و نتیجه می‌گیرد که دیدگاه ابوکلام آزاد به واقعیت نزدیک تر است. نکته مهم اینکه تاکنون نظر شیخ الشعراوی در مورد ذو القرنین بودن کوروس از دید عرب‌ها مخفی نگه داشته شده است.

## مفسران، محققین و تاریخ‌دانانی که به تطابق ذوالقرنین با کوروش کبیر گواهی داده‌اند
1. مولانا ابوالکلام آزاد، مفسر بزرگ قرآن و وزیر فرهنگ هند در زمان گاندی در تفسیر مجمع‌البیان
2. ترجمه تفسیر سوره کهف از باستانی پاریزی
3. علامه طباطبایی در تفسیر المیزان
4. ناصر مکارم شیرازی و ده نفر از مفسران بزرگ قرآن در تفسیر نمونه (مانند قرائتی، امامی، آشتیانی، حسنی، شجاعی، عبداللهی و محمدی)
5. محمد هادی معرفت (مفسر و قرآن پژوه ایرانی و شیعه) در کتاب نقد شبهات، کاملاً به بررسی تفصیلی و دفاع از نظریه کوروش بودن ذوالقرنین، می‌پردازد[۱۰۹]
6. عبدالله جوادی آملی (مفسر و مرجع تقلید شیعه و ایرانی) در درس تفسیر خود در قم، دربارهٔ نظریه مطرح شده در تفسیر المیزان (یعنی تفسیر متعلق به استادش) در زمینه احتمال کوروش بودن ذوالقرنین بیان می‌دارد: «خب احتمال مشکلی را به همراه ندارد پس این بیان سیدناالاستاد (رضوان الله علیه) احتیاج به فحص بیشتری دارد». لذا به صورت تلویحی، این احتمال را ممکن و قابل بررسی و «فحص بیشتر» می‌داند.[۱۱۰]
7. علامه حسن‌زاده آملی، مستفاد از تاریخ، "اسکندر ذوالقرنین" را فردی به غیر از "اسکندر شاگرد ارسطو (یعنی اسکندر مقدونی)" دانسته است و برگرفته از منابع تاریخی بین این دو اسکندر، فاصله زمانی زیادی قائل شده است. این نظریه، به صورت ضمنی، موید کوروش بودن ذوالقرنین است.[۱۱۱]
8. سید محمد حسین حسینی طهرانی (علامه طهرانی) در جلد چهارم کتاب معادشناسی به موضوع ذوالقرنین پرداخته و پس از بررسی نظریات مختلف، تقریباً مشابه با روش علامه طباطبائی، نظریه کوروش بودن ذوالقرنین را مورد ترجیح (عملا و نهایتا) قرار داده است[۱۱۲]
9. سید هبه الدین شهرستانی (روحانی سرشناس و مفسر و محقق شیعه عراقی) دو احتمال برای ذوالقرنین را مطرح می‌نماید: احتمال اول اینکه از اذواء یمن باشد. احتمال دوم (و ضعیفتر) اینکه از پادشاهان قدیم بین‌النهرین بوده باشد.[۱۱۳] لذا شهرستانی را در احتمال دومی که می‌دهد، می‌توان نزدیک به نظریه کوروش بودن ذوالقرنین دانست: زیرا کوروش، بابل را فتح کرد و لذا در لیست پادشاهان قدیم بین‌النهرین، قابل احصاء است. همچنین شهرستانی، با استناد به منابع کهن (خصوصا برخی زیجهای کهن)، زمانه ذوالقرنین را حدود ۳۰۰ سال قبل از اسکندر مقدونی می‌داند.[۱۱۳] نظر به اینکه بین تولد کوروش تا مرگ اسکندر مقدونی، حدود ۲۸۰ سال فاصله است، از این طریق هم می‌توان مشابهتی بین نظرات شهرستانی و نظریه کوروش بودن ذوالقرنین، بررسی نمود.
10. ابوریحان بیرونی (همه‏ چیزدان ایرانی) اگرچه مستقیما درباره چنین نظریه ای صحبت نکرده است و حتی از دیگر آراء (مانند اذواء یمن) استدلال جانبدارانه (شاید) ارائه نموده است، ولی دارای فرازی در کتاب خود است که با لحاظ روش محاسباتی-استدلالی او (که از تقارنات وقایع برای ساخت فرضیه ها استفاده می نموده است: مانند کاری که در زمینه گنگ و کنگدژ و استدلال بروائح نموده است) موید نظریه کوروش بودن ذوالقرنین (از طریق برقراری تشابه بین معنای ذوالقرنین و معنای لقب درازدست برای بهمن است و می دانیم که قدماء، بین بهمن و کوروش بانحاء مختلف ارتباط قائل بوده اند[۱۱۴]): "و برخی این لقب را بدین گونه تأویل کردند که بدو قرن شمس یعنی محل طلوع و جایگاه غروب آن رسید چنانکه اردشیر بهمن را درازدست گفتند برای این که به هر کجا که میخواست امر خود را نافذ میداشت و مثل این بود که دست خود را دراز میکرد و به آنجا میرسانید".[۱۱۵]
11. علامه شوشتری (مجتهد، محقق و عالم دینی ایرانی شیعه)[۱۱۶][۱۱۷]
12. دکتر صادق آوینه وند (تاریخ‌نگار ایرانی)[۱۱۸]
13. دکتر علی سامی (باستان شناس ایرانی و سرپرست کاوش پاسارگاد)[۱۱۹][۱۲۰]
14. دکتر رضا شعبانی (تاریخ نگار ایرانی)[۱۲۱]
15. دکتر حکمت الله ملاصالحی (دیرین شناس و باستان شناس ایرانی)[۱۲۲]
16. سید مصطفی محقق داماد (فیلسوف و روحانی شیعه ایرانی)[۱۲۳]
17. محمدحسین رجبی دوانی (مورخ، محقق و استاد دانشگاه ایرانی)[۱۲۴]
18. دکتر رضا پاکنژاد (پزشک، سیاستمدار ایرانی و محقق مطالعات قرآن و علم)[۱۲۵]
19. دکتر شروین وکیلی (مورخ، جامعه‌شناس و اسطوره‌شناس ایرانی) هم به این نظریه عملاً متمایل است.[۱۵][۱۲۶]
20. استاد حسن فرامرزی (محقق و نویسنده ایرانی و اهل لارستان و از مشوقین باستانی پاریزی برای ترجمه کتاب ابوالکلام آزاد)[۱۲۷]
21. سعید نفیسی (ادیب، تاریخ‌نگار، نویسنده، مترجم و شاعر ایرانی)[۱۲۸]
22. مراد اورنگ (نویسنده و محقق ایرانی)[۵۰]
23. مجید تفرشی (محقق، تاریخنگار و تحلیلگر ایرانی) عملاً در سمت این نظریه موضع داشته است.[۱۲۹]
24. شیخ محمد صادقی تهرانی (مفسر شیعه) یکی از احتمالاتی که در کتاب تفسیر خود دربارهٔ ذوالقرنین مطرح نموده است، کوروش بودن ذوالقرنین است.[۱۳۰]
25. عطاءالله مهاجرانی (استاد دانشگاه، سیاستمدار و محقق تاریخ ایران و اسلام)[۱۳۱]
26. بهاءالدین خرمشاهی (استاد دانشگاه، نویسنده و محقق قرآن پژوه)[۱۳۲]
27. مهدی پرتوی آملی (نویسنده و پژوهشگر ایرانی)[۱۳۳]
28. سیدمحمدعلی جمالزاده (نویسنده، مترجم و ادیب معروف و معاصر) اسکندر ذوالقرنین را کاشف اصلی قاره آمریکا دانسته و او را تلویحاً و در یک احتمال، "مرتبط با ایران و ایرانی الاصل" معرفی نموده است.[۱۳۴]
29. تابنده گنابادی در کتاب سه داستان عرفانی از قرآن
30. آیه الله مهدی هادوی تهرانی هم با نظریه کوروش بودن ذوالقرنین عملاً همراهی نموده است.[۱۳۵][۱۳۶]
31. میر محمد کریم علوی در تفسیر کشف الحقایق (با ترجمه عبدالمجید صادق نوبری)
32. سید نورالدین ابطحی در کتاب ایرانیان در قرآن و روایات
33. علی شریعتی در کتاب بازشناسی هویت ایرانی اسلامی
34. صدر بلاغی در قصص قرآن
35. سید عبدالحجت بلاغی در تفسیر خود[۱۶]
36. مهدی خدامیان آرانی (روحانی، محقق و مفسر شیعه و ایرانی)[۱۳۷]
37. جلال رفیع در کتاب بهشت شداد
38. حمید یزدان‌پرست (محقق و تاریخ‌نگار ایرانی)[۱۳۸]
39. میر جلال الدین کزازی (نویسنده، شاهنامه‏ پژوه و استاد دانشگاه ایرانی)[۱۳۹]
40. عبدالرفیع حقیقت (تاریخ نگار و شاعر ایرانی)[۱۴۰]
41. دکتر رحیم رضازاده ملک (محقق تاریخ، فرهنگ و خط ایرانی) لفظ مهم و معروف ساسانی «تنسر» (مرتبط با کتاب نامه تنسر به گشنسب) را در اصل «توسُر» و «دوسُر» دانسته و تصریح می‌کند که این لفظ، معادل لفظ «ذوالقرنین» است.[۱۴۱] از این طریق مهم لفظی و واژگانی، ایشان عملاً بین «هویتی ایرانی» و «هویت ذوالقرنین» ارتباط برقرار کرده است و لذا در جهت تأیید نظریه ارتباط ذوالقرنین با هویتهای تاریخ ایران باستان (مانند کوروش) عملاً موضع تحقیقی داشته است.
42. داریوش آشوری (نویسنده، پژوهشگر و زبان شناس ایرانی) لفظ مهم و پربسامد شاهنامه ای «سُروتاج» را در معنای تاج دو شاخ می داند و پیگیری قدمت آن به عنوان نماد حکومت ایرانی را تا زمان کیانیان به عقب می برد.[۱۴۲][۱۴۳] لذا او هم از این طریق، عملاً بین «هویت ایرانی» و «هویت ذوالقرنین» ارتباط برقرار کرده است.
43. دکتر ژاله آموزگار (اسطوره شناس، زبان شناس، باستان پژوه، پژوهشگر و استاد دانشگاه ایرانی) به صورت ضمنی، به نفع این نظریه موضع تحقیقی داشته است. زیرا شخصیت تاریخی کوروش (بر اساس توصیفات منابع تاریخی) را اینگونه جمع‏ بندی نموده است: نمادی پدرانه، فرمانروای بزرگ و مردمی، سخی، نیکوکار و سرور قانون‌گذار، پرهیز از خونریزی و خوش‌رفتاری با اسیران، عدم تحمیل، واجد دادگستری و مراعات حقوق دیگران، تسامح و تساهل نسبت به دگر اندیشان، مشروعیت سلطنت زمینی با دنیای فراسویی، برگزیده و خشنود کننده خدای بزرگ، همسانی با کیخسروی شاهنامه و دارای سیمای زمامداری آرمانی و ورای زمان و مکان.[۱۴۴][۱۴۵][۱۴۶] آنچه دکتر ژاله آموزگار از شخصیت تاریخی کوروش، جمع بندی نموده است را می توان عملاً و کاملاً همسو با مولفات معناییِِ شخصیت ذوالقرنین (بر اساس توصیفات قرآن و منابع اسلامی) دانست.
44. دکتر مریم حاج عبدالباقی (استاد دانشگاه و محقق قرآن‏ پژوه)[۱۴۷]
45. دکتر فاروق صفی‌زاده در کتاب از کورش هخامنشی تا محمد خاتمی
46. منوچهر خدایار در کتاب کورش در ادیان آسیای غربی
47. محسن میرجانی (باستان‌شناس)[۱۴۸]
48. قاسم آذینی فر در کتاب کورش پیام‌آور بزرگ
49. فریدون بدره‌ای در کتاب کورش در قرآن و عهد عتیق
50. محمد کاظم توانگر زمین در کتاب ذوالقرنین و کورش
51. سید محمد فقیه استاد اخلاق، حافظ کل قرآن و نماینده مجلس خبرگان دوم
52. استاد محیط طباطبایی
53. شهید هاشمی نژاد
54. سر احمدخان بنیان‌گذار دانشگاه اسلامی علیگر هند
55. دکتر عبد المنعم النمر
56. دکتر عبدالعلیم عبدالرحمن خضر[۱۴۹]
57. صابر صالح زغلول
58. الشیخ الشعراوی
59. سید هاشم فیاض الحسینی (محقق عراقی)[۱۵۰]
60. ابوالاعلی مودودی و جاوید احمد غامدی (از مفسرین قرآن پاکستانی)
61. محسن قرائتی (مفسر قرآن شیعه و ایرانی) دو احتمال کوروش و اسکندر را برای ذوالقرنین، ممکن دانسته است[۱۵۱]
62. مرتضی مطهری (فیلسوف و مفسر شیعه و ایرانی) در ضمن برشمردن داستانهایی در قرآن که بعداً حقیقت آن در قرون بعدی کشف شد و «کشفیات جدید نظر قرآن را تایید کرد… [برخی قصه‌ها] هنوز هم کشف نشده و شاید بعدا کشف شود»، سپس به داستان ذوالقرنین اشاره می‌کند و می‌نویسد: «از آن جمله قصه ذوالقرنین است که ابوالکلام آزاد مدعی کشف اوست».[۱۵۲] این نحو از پرداختن مطهری به این نظریه (که نقل ادعا بدون تعریض به آن است) نوعی التفات به این نظریه را (لااقل در حد پذیرش امکان‌پذیری آن) طبق روش معمول مفسرین نشان می‌دهد.
63. اکبر هاشمی رفسنجانی (سیاستمدار و مفسر ایرانی و شیعه)، متمایل به این نظریه (با استناد به نظر علامه طباطبائی) بوده است.[۱۵۳]
64. مصطفی پورمحمدی (سیاستمدار ایرانی) کوروش بودن ذوالقرنین را باعث افتخار برای ایرانیان دانسته است[۱۵۴]
65. محمدعلی رضائی اصفهانی (محقق تفسیری، قرآن ‏پژوه و روحانی ایرانی). ایشان در سال 1397 در یک نشست نقد علمی کتاب، کوروش بودن ذوالقرنین را "قول مشهور" (طبیعتاً برای وقت حاضر) دانسته اند.[۱۵۵]
66. عبدالکریم بی آزار شیرازی (محقق، نویسنده، پژوهشگر قرآنی و روحانی ایرانی) از جمله نظریاتی را که حول شخصیت ذوالقرنین به بحث می گذارد، نظریه کوروش بودن ذوالقرنین است.[۱۵۶][۱۵۷] البته او این نظریه را نه کاملاً رد و نه کاملاً تایید نمی کند و نهایتا به شباهت ماوقع تاریخی برای برخی شخصیتهای تاریخی ارجاع و توجه می دهد و نتیجه می گیرد که سنتهایی الهی و آسمانی در پهنه تاریخ در جریان است. این رویکرد اخیر، نسبتاً مشابه با رویکردهایی است که علاوه بر جنبه تاریخی، به بررسی جنبه های نمادین داستان ذوالقرنین هم می پردازند.
67. محمدرضا عابدینی (روحانی، سخنران و پژوهشگر ایرانی) با ذکر شروطی، احتمال نزدیک برای ذوالقرنین بودن کوروش را عملاً می پذیرد: "کوروشي با ذوالقرنين احتمال دارد که يکي باشد که آن کوروش حقيقتاً خصوصيات ذوالقرنين را داشته باشد. يعني اين خصوصيات الهي در وجودش باشد. موحد باشد. عدالت طلب باشد. کارش کشورگشايي نباشد و نگاهش هدايتگري باشد. اگر اين خصوصيات در کوروش هم بوده البته احتمال نزديک است ولي هيچگاه قطعي نيست."[۱۵۸]
68. غلامرضا قاسمیان (روحانی و سیاستمدار ایرانی)[۱۵۹][۱۶۰]
69. داریوش ارجمند (بازیگر و محقق ادبیات هنر ایرانی، کارشناس ارشد تئاتر و سینما از سوربن پاریس)[۱۶۱]
70. مجید خالقیان (پژوهشگر تاریخ و فرهنگ)[۱۶۲]
71. علی اکبر ولایتی (سیاستمدار، پزشک و محقق ایرانی)[۱۶۳][۱۶۴]
72. علی مطهری (استاد الهیات و سیاستمدار ایرانی)[۱۶۵]
73. علی اکبر رائفی پور (تحلیلگر و محقق ایرانی)[۱۶۶]
74. علی لاریجانی (سیاستمدار، دیپلمات و استاد دانشگاه تهران)[۱۶۷]
75. حجه الله ایوبی (استاد رشته مطالعات جهان و سیاستمدار ایرانی)[۱۶۸]
76. سید محمد علی قدیری اصلی (محقق تاریخ و باستان شناس)[۱۶۹]
77. مرحوم بنیامین شیرخانی (محقق حوزوی ایرانی و برگزیده جشنواره علامه حلی) در کتاب قهرمان عادل پارسه[۱۳۶]
78. مرحوم جلیل عرفان منش (نویسنده و پژوهشگر ایرانی)[۱۶۳]
79. دکتر مصطفی گرجی (محقق ادبی و استاد دانشگاه)[۱۷۰]
80. دکتر حسین محمدی مبارز (شاعر و محقق ادبیات)[۱۷۰]
81. دکتر رضا شجری (استاد و محقق ادبیات)[۱۷۱]
82. مهدی یزدانی خرم (پژوهشگر، نویسنده و داور ادبی)[۱۷۲]
83. محمدباقر رجبی دوانی (پژوهشگر و نویسنده)[۱۱۶]
84. محمدتقی سیاه پوش (محقق و نویسنده)[۲۴]
85. پدرام سروش‌پور (موبد زرتشتی و دبیر انجمن موبدان تهران) عملاً متمایل به این نظریه (با استناد به نظر علامه طباطبائی) شده است.[۱۷۳]
86. اردشیر خورشیدیان (موبد زرتشتی و رئیس وقت انجمن موبدان زرتشتی ایران)[۱۷۴]
87. دکتر میرمهرداد میرسنجری (استاد دانشگاه ایرانی)[۱۷۵]

## همایش کوروش هخامنشی و ذوالقرنین
همایش کورش هخامنشی و ذوالقرنین نخستین همایش از این دست بود که به کوشش مرکز دائرةالمعارف بزرگ اسلامی در تاریخ ششم خرداد ماه سال ۱۳۸۹ با هدف تحکیم وحدت ملی و همچنین بالا بردن میزان امنیت و اعتبار کشور در سالن همایش‌های آن مرکز برگزار گردید.
از جمله محققینی که در این همایش مشارکت داشتند می‌توان به دکتر محمد ابراهیم باستانی پاریزی، دکتر سید مصطفی محقق داماد، دکتر عبدالمجید ارفعی، دکتر روزبه زرین کوب، دکتر احمد پاکتچی، خانم رضوان مساح، دکتر فتح‌لله مجتبایی، دکتر سیدصادق سجادی، دکتر عنایت الله رضا، دکتر جلال خالقی مطلق، دکتر عباس ملکی و دکتر سیدکاظم موسوی بجنوردی اشاره کرد.